# Universidade Federal de Goiás
A Universidade Federal de Goiás (UFG) é uma instituição de ensino superior pública brasileira localizada no estado de Goiás, sendo uma das principais da região Centro-Oeste do país.
Uma das primeiras instituições de ensino da região, foi fundada em 14 de dezembro de 1960 em Goiânia, por meio de decreto do presidente Juscelino Kubitschek. Sua história é diretamente relacionada com a expansão do ensino superior pelo interior do Brasil, bem como na integração de Goiás com a produção científica e cultural do país. Ao longo de décadas de existência, desenvolveu-se em diferentes campi, e passou por várias subdivisões que coincidiram com a divisão do estado de Goiás e, na década de 2010, a criação da Universidade Federal de Catalão (UFCAT) e da Universidade Federal de Jataí (UFJ).
A instituição possuía, em 2015, mais de 150 cursos de graduação, cerca de 60 cursos de mestrado e mais de 30 doutorados, mantém 10 bibliotecas e outros espaços, como museus, laboratórios e uma editora. É considerada uma das 20 mais importantes universidades do Brasil em diferentes rankings, como o Universitário da Folha de S.Paulo, o QS World University Rankings e o Times Higher Education World University Rankings. É, também, uma das universidades mantidas pelo Ministério da Educação com maior orçamento público.
A universidade está localizada principalmente na cidade de Goiânia, com atuação nos municípios de Aparecida de Goiânia, Goiás, Firminópolis e uma unidade futura na Cidade Ocidental. Seus principais campi são o campus Colemar Natal e Silva e o Campus Samambaia, que abriga a maior parte dos cursos oferecidos pela instituição, além de sua reitoria. Há também diversas unidades isoladas em Goiânia: a Rádio UFG e um planetário.

## História

### 1898–1960: Antecedentes

A fundação da UFG se deu a partir de decreto do então Presidente do Brasil, Juscelino Kubitschek

A história da Universidade Federal se interliga com a expansão do ensino superior brasileiro no estado de Goiás. Até a década de 1950, o estado não dispunha de universidades públicas. A Faculdade de Direito de Goiás, criada na cidade de Goiás, foi transferida para Goiânia, a nova capital. No mesmo município, existiu até a década de 1930 a Escola de Pharmácia e Odontologia de Goyaz. Outras escolas que formariam a Universidade Federal de Goiás eram a Escola de Engenharia do Brasil Central, o Conservatório Goiano de Música e a Faculdade de Medicina de Goiás.
Durante o período, ocorreram várias tentativas de se estruturar o ensino superior em Goiás em áreas específicas, com turbulências envolvendo governos e fenômenos em torno da Marcha para o Oeste, como a mudança da capital de Goiás. No Direito, por exemplo, a Academia de Direito de Goiás, de 1898, foi a primeira iniciativa do gênero. Ao ser fechada pelo governo estadual em 1909 por problemas financeiros, apenas foi restabelecida pelo interventor Pedro Ludovico Teixeira em 1931. Em 1950, foi federalizada. Algo semelhante se deu com a Escola de Pharmácia e Odontologia de Goyaz, que surgiu em maio de 1922 em meio a iniciativas privadas de constituição de ensino em Farmácia. O curso de Odontologia foi criado nos anos seguintes. A instituição foi extinta em 1931 e foi aberta novamente em 1947, como Faculdade de Farmácia e Odontologia de Goiás.
Com a mudança da capital, discussões em torno da criação de uma universidade começou a ganhar força entre a sociedade ainda na década de 1940, e com maior força ainda na década de 1950, com a influência do desenvolvimentismo do governo de Juscelino Kubitschek. Ainda em 1954, foi promovida em Goiânia a Primeira Semana Universitária, organizada por estudantes de Direito, com apoio de graduandos dos cursos de Odontologia e Farmácia. O evento teve, como intenção, defender a criação de uma universidade pública, federal e de caráter laico. Em 1956, o deputado Emival Caiado enviou ao Congresso Nacional do Brasil o projeto de lei nº 1.374/56, cujo texto propunha a criação de uma universidade goiana. Três anos depois, em 1959, o projeto 382/59, de Gerson de Castro Costa, trouxe o debate da criação de uma universidade em Goiás para a esfera nacional.
Em 1959, com a influência do arcebispo Fernando Gomes dos Santos, surgia a Universidade de Goiás. Setores mais conservadores da sociedade afirmavam que a criação recente de uma universidade católica era o suficiente para uma região em desenvolvimento com cerca de 150 mil habitantes. Fora as instituições privadas reunidas pela instituição católica, Goiás contava com outras de caráter público. Em 1958, surgiu a Escola de Engenharia do Brasil Central, de nível estadual, e que oferecia apenas o curso de Engenharia civil. Em abril de 1960, era fundada a Faculdade de Medicina. A mais antiga dessas organizações era o Conservatório de Música, cuja fundação é de meados de 1947.
Ainda em 1959, foi fundada a Frente Universitária Pró Ensino Superior Federal, que reunia estudantes das escolas de ensino superior públicas e também estudantes de ensino médio. Os alunos queixavam-se do fato de terem que se deslocar para outros estados do país para continuar os estudos. Desta forma, a organização conseguiu atrair a simpatia de professores, comerciantes, políticos e parte da população. Também ocorreu uma greve de três dias em protestos por conflitos com membros da Igreja Católica que, segundo os estudantes, atrapalhavam o andamento do projeto. Por outro lado, membros da Igreja acusaram os estudantes de serem comunistas. Neste período ocorreu, também, um protesto contra o arcebispo, com a promoção de um "enterro simbólico". O ato ganhou notoriedade por ter mobilizado, mais tarde, estudantes de Direito e Medicina para a criação de uma universidade federal.
Os estudantes, logo depois, procuraram o professor Colemar Natal e Silva, então indicado ao cargo de diretor da Faculdade de Direito de Goiás e com notoriedade em diferentes setores da sociedade, para convencê-lo a aderir ao movimento. Apesar de ser favorável à criação de uma universidade pública, Colemar inicialmente adotou uma postura neutra para não causar conflitos com as instâncias católicas. Com o seu apoio, o movimento ganhou a adesão de professores das escolas e faculdades existentes. Em novembro daquele ano, foi instalada a Comissão Permanente para a criação da Universidade do Brasil Central, que se tornaria a Universidade Federal de Goiás. A presidência ficou a cargo de Natal e Silva. A incorporação da Faculdade de Filosofia de Anápolis chegou a ser cogitada, mas não foi inclusa no plano final.

### 1960–1968: Instalação e ditadura militar

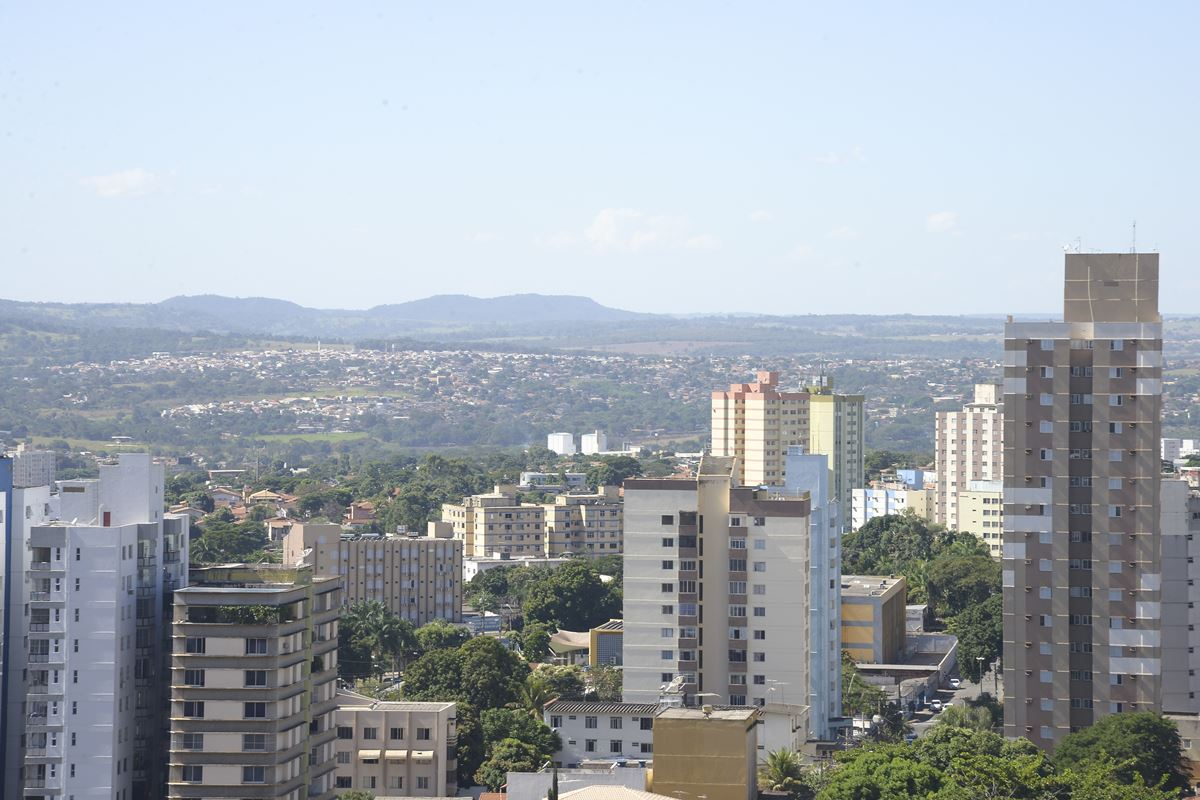
O bairro Universitário abriga os primeiros e mais antigos cursos da UFG

Em 1960, o movimento pela criação da Universidade do Brasil Central ganhou o apoio do presidente da República Juscelino Kubitschek, como forma de fortalecer sua futura candidatura como senador de Goiás. JK teve conhecimento do movimento por sua aproximação com o professor da Faculdade de Medicina de Goiás Francisco Ludovico de Almeida Neto, que era filho de José Ludovico de Almeida, governador de Goiás durante a construção de Brasília. Em 26 de outubro de 1960, Juscelino enviou ao Congresso o projeto nº 2.357/60, mais tarde convertido na lei nº 3.834-C, de 14 de dezembro de 1960, que instituiu a Universidade Federal de Goiás. O projeto previa a criação ou inclusão, dentro do prazo de três anos, de uma Faculdade de Filosofia, Ciências e Letras. Em 16 de dezembro de 1960, Juscelino Kubitschek participou de uma cerimônia no Palácio das Esmeraldas, na Praça Cívica, oficializando a nova lei.
Colemar Natal e Silva foi nomeado reitor e, sob a promessa do futuro presidente Jânio Quadros de não concretizar a criação de universidades aprovadas por JK, ficou responsável pela missão de coletar assinaturas com rapidez antes das mudanças de governo. Além disso, o reitor nomeou 50 professores para as cinco unidades acadêmicas. Em 25 de janeiro de 1961, nos últimos dias de mandato, o presidente aprovou o estatuto da UFG por meio de um decreto. No mês seguinte, se deu a instalação oficial da UFG no Salão Nobre da Faculdade de Direito, antigamente localizado na Rua 20, no bairro Centro. A aula inaugural da instituição se deu no Teatro Goiânia em 7 de março daquele ano. Ainda em 1961, a reitoria assumiu a responsabilidade pela construção de salas de aula para os diferentes cursos e unidades acadêmicas em uma cidade universitária.
Em janeiro de 1962, ocorreu a Semana de Planejamento da Universidade Federal de Goiás, que reuniu sociólogos e especialistas na área da educação. O Conselho Universitário, até 1963, promoveu a criação de vários institutos dentro da UFG. Entre eles, a Rádio Universitária, o Hospital das Clínicas, a Imprensa Universitária – responsável pelo jornal Quarto Poder –, a Escola de Agronomia e Veterinária e o Centro de Estudos Brasileiros. Em 8 de novembro daquele ano, a Faculdade de Filosofia, Ciências e Letras (FFCL) foi fundada. Em 1963, foi a vez do Instituto de Matemática e Física, com o apoio das faculdades de Engenharia e Filosofia.
No entanto, com o Golpe de Estado no Brasil em 1964, a UFG foi diretamente afetada. Colemar foi exonerado, aposentado e acusado de subversão pela produção do jornal Quarto Poder que, segundo os militares, era "comunista". O Ato Institucional n.º 1 também promoveu a dissolução de movimentos estudantis. O novo interventor nomeado pelos militares, José Martins D'Alvarez, assumiu o posto de reitor pro tempore da instituição ainda em 1964. Após três meses de investigação, o Centro de Estudos Brasileiros foi desativado. Assim, surgiram os cursos de História e Geografia, e seus alunos redirecionados para a FFCL. Além disso, vários professores foram demitidos, o jornal Quarto Poder foi encerrado e a Rádio Universitária recebeu interferências em sua produção de conteúdo.
Em 1968, ocorreu uma reforma universitária. Por meio dela, o FFCL foi desmembrado em vários institutos e cursos. Neste período, surgem o Instituto de Ciências Humanas e Letras (ICHL), Instituto e Química e Geociências (IQG) e a Faculdade de Educação (FE). É fundado o Instituto de Ciências Biológicas, juntamente com o curso de Biologia, são estabelecidos. O Colégio Aplicação é criado e, ao mesmo tempo, o Conservatório de Música é fundido com a Faculdade de Artes Visuais. Os regimes de trabalho dos professores também foram modificados.

### 1968–1986: Expansão e interiorização

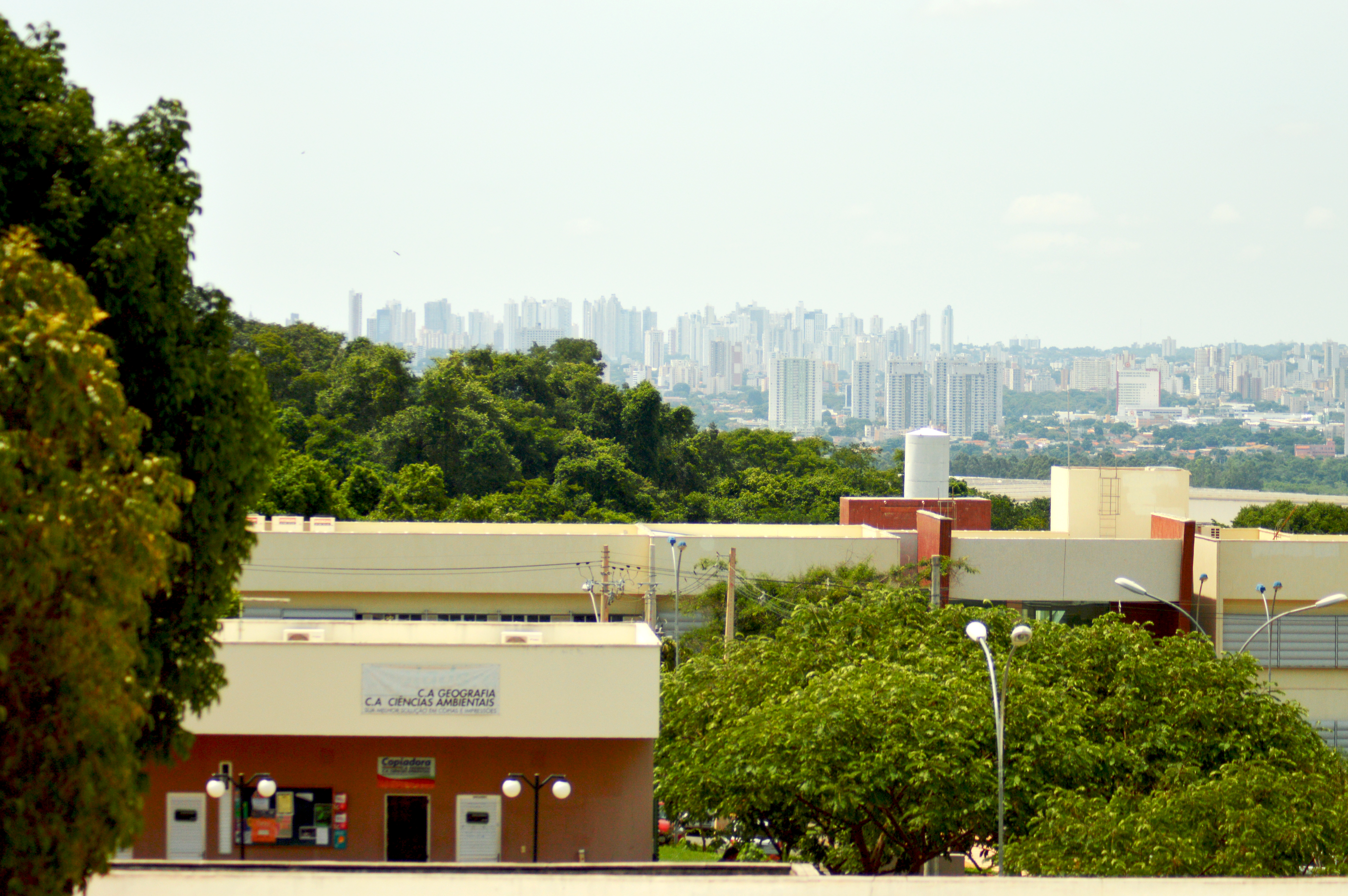
Construído na região norte de Goiânia, o campus Samambaia localizava-se significativamente distante do Centro da capital.

Durante a ditadura militar, foi implementada a construção do Campus Samambaia. Apesar de ter sido construído na região norte, que historicamente foi a porção menos povoada de Goiânia, e isso se creditar como uma estratégia dos militares para manter movimentos estudantis distantes da porção central da capital, o projeto de construção de uma cidade universitária de grande porte já era discutido antes disso. A área do novo campus foi adquirida pela UFG durante a gestão de Colemar. Assim, o Campus Colemar Natal e Silva, localizado no bairro Universitário, já ocupado por alguns moradores e impossível de manter uma universidade completa, manteve alguns cursos, como Direito, Farmácia e Medicina, enquanto o campus Samambaia abrigaria a maioria dos cursos da universidade.
Vários desafios surgiram durante a construção do campus Samambaia. Nesta época, cursos funcionavam de forma irregular no Universitário, e um grupo de trabalho ficou responsável por visitar outras universidades brasileiras e do exterior para o desenvolvimento de um grande projeto, que teve como maior influência a Universidade de Brasília. As obras se iniciaram em 1971 e, até 1973, os primeiros cursos foram transferidos para a região. Pela distância, nem todos os estudantes e servidores ficaram satisfeitos com a mudança. Além disso, durante o processo, foi observado que era necessária uma infraestrutura para os funcionários da instituição pela distância em relação ao Centro e os transportes precários da época. Por isso, durante a segunda metade da década de 1970, foi formado o bairro Vila Itatiaia, construído para os servidores da UFG.
Além da construção e consolidação do campus Samambaia, a década de 1970 ficou marcada por um processo de interiorização da UFG, com campi vinculados à Pró-Reitoria de Extensão. Neste período, foram implantados os cursos de Jornalismo, Enfermagem, Nutrição, Biblioteconomia e mestrado em Educação e projetos associados de educação no interior do país foram implantados. Em 1972, foi implantado o primeiro campus avançado da universidade no município de Picos, no estado do Piauí, e funcionou até 1984 com a participação do Projeto Rondon. Mais tarde, transformou-se num campus da Universidade Federal do Piauí. Em 1975, foi a vez de Firminópolis receber um campus avançado para atividades de extensão e Porto Nacional que, mais tarde, com a criação do estado de Tocantins, passou a fazer parte da Universidade Federal do Tocantins. Em 1980, implantou-se o campus de Jataí e, em 1984, o de Catalão, instalado em um terreno doado pelo Ministério da Educação.
Em Jataí, os movimentos em torno da criação por um campus começaram em 1979, com a criação de uma comissão, que reuniu assinaturas. Com a sua abertura, os primeiros cursos disponibilizados foram Química, Física, Matemática e uma licenciatura em Ciências. Tensões políticas entre prefeitura e Governo Federal chegaram a ameaçar a continuação da unidade em 1984, mas o campus se manteve ao longo prazo por meio de convênios e iniciativas de estudantes e professores. Em Catalão, se via potencial para o desenvolvimento de cursos em áreas como a metalurgia, engenharia de minas e agropecuária. Em 1986, foram abertos os primeiros cursos de graduação, Geografia e Letras.
Outras atividades de expansão da Universidade Federal de Goiás, neste período, foi o primeiro vestibular do curso de Direito na cidade de Goiás e os estudos para a implantação de um campus de estágio no município de Araguaína, que não chegou a ser executado por discordâncias ideológicas dos políticos locais. Outros municípios que receberam projetos da UFG foram Nerópolis, Morrinhos, Abadiânia, Nova Veneza e Trindade. Também foi criada a Editora UFG e a expansão da biblioteca central. Em 1982, a professora Maria do Rosário Cassimiro assumiu o posto de primeira reitora da universidade e, seu sucessor, Joel Pimentel de Ulhôa, foi o primeiro reitor diretamente eleito pela comunidade universitária.

### 1986–2006: Crises e reestruturação

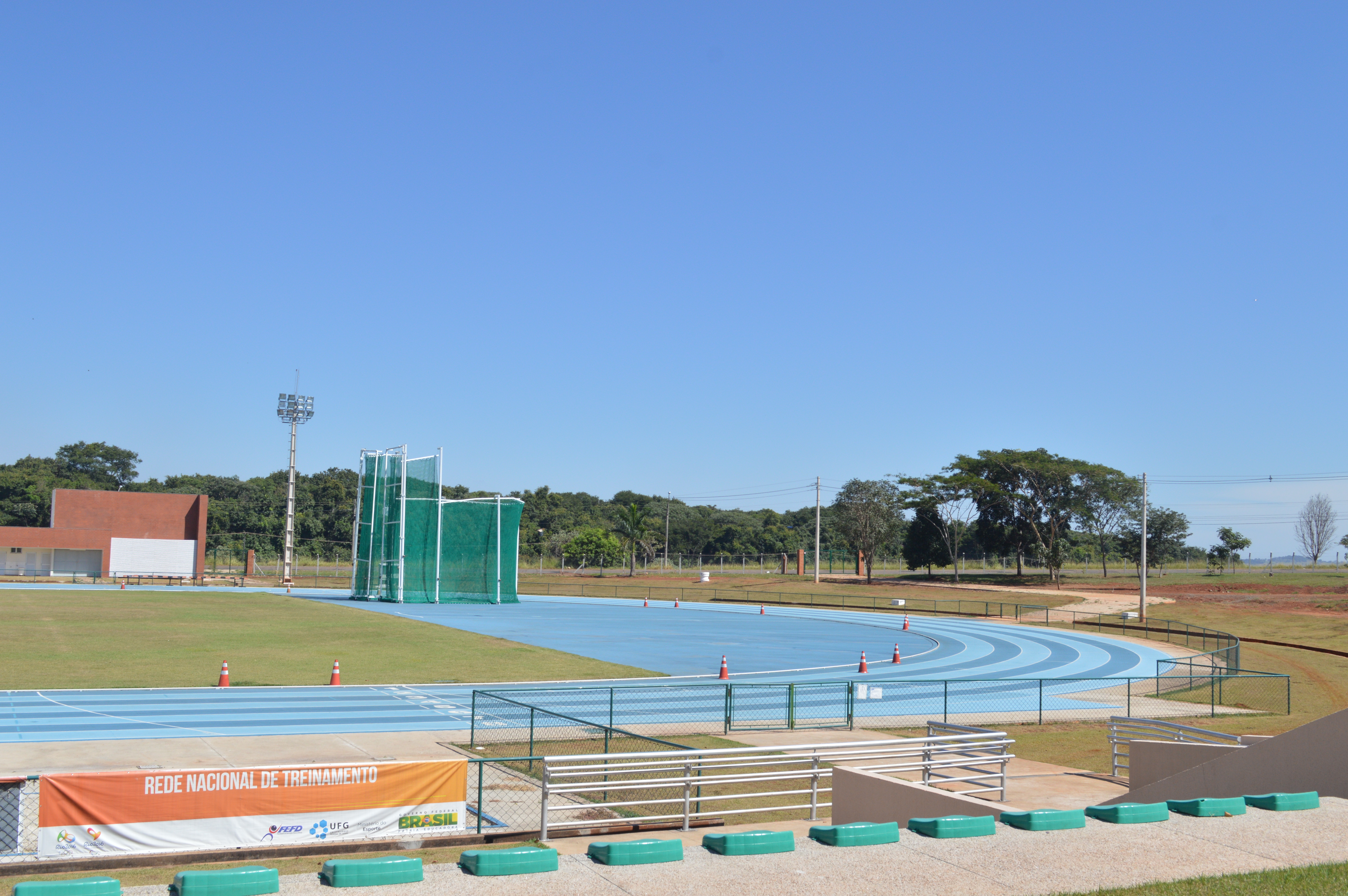
A pista de atletismo da Faculdade de Educação Física e Dança da UFG foi originalmente construída em meados de 1994, durante o governo de Itamar Franco

Apesar das expansões promovidas pela UFG, a década de 1980 ficou marcada por dificuldades enfrentadas pela universidade, principalmente de cunho financeiro e político. Enquanto inconsistências sob a estrutura da universidade surgiam pela sua expansão em Catalão e Jataí, as unidades começaram a se organizar. Em 1992, o campus Catalão anunciou, antes da universidade, seu regimento interno. Uma reforma do estatuto da UFG saiu em 1996. Além disso, no processo de redemocratização do país, a universidade promoveu, pela primeira vez, um programa de interiorização e expansão em 1994.
As obras e verbas para a universidade foram escassas durante a maior parte da década de 1990. A única exceção foi para o governo do então presidente Itamar Franco, responsável pela maior parte das obras alcançadas pela UFG na época. Neste período, foram liberadas verbas para a reforma e expansão da Faculdade de Educação Física, incluindo a construção de uma pista de atletismo. Além da ampliação do Colégio Aplicação, o Centro de Convivência e a Casa do Estudante do campus Colemar Natal e Silva foram construídos, e também ocorreram a reformas na Rádio Universitária e o Museu Antropológico. A situação, no entanto, foi diferente durante o governo Collor e o governo FHC. Na gestão de Fernando Collor de Melo, não ocorreram contratações de professores e técnicos. Durante o governo de Fernando Henrique Cardoso, os servidores chegaram a fazer oito greves. Da segunda metade da década de 1990 até a primeira metade dos anos 2000, já no primeiro período do governo Lula, o financiamento do ensino superior manteve-se baixo.
Em 1993, estreou o primeiro doutorado da universidade, do curso de Agronomia e mais quatro cursos de mestrado. Após a reforma do estatuto da UFG, vários prédios foram desmembrados. De 1993 a 1996, surgiram o Instituto de Matemática e Estatística, o Instituto de Informática, Instituto de Física, a Faculdade de Ciências Humanas e Filosofia, a Faculdade de Comunicação e Biblioteconomia, Faculdade de Letras, Escola de Música e Artes Cênicas, Faculdade de Artes Visuais, Instituto de Química e o Instituto de Estudos Socioambientais. Durante este período, a universidade dobrou sua proporção numérica de professores doutores e ainda criou uma estrutura em rede de internet interna. Em 2005, os campi avançados de Jataí e Catalão foram transformados em campi. Neste mesmo ano, a UFG oferecia 42 cursos de pós-graduação stricto sensu e foi inaugurado o primeiro curso à distância, de Biologia.

### 2006–atualmente

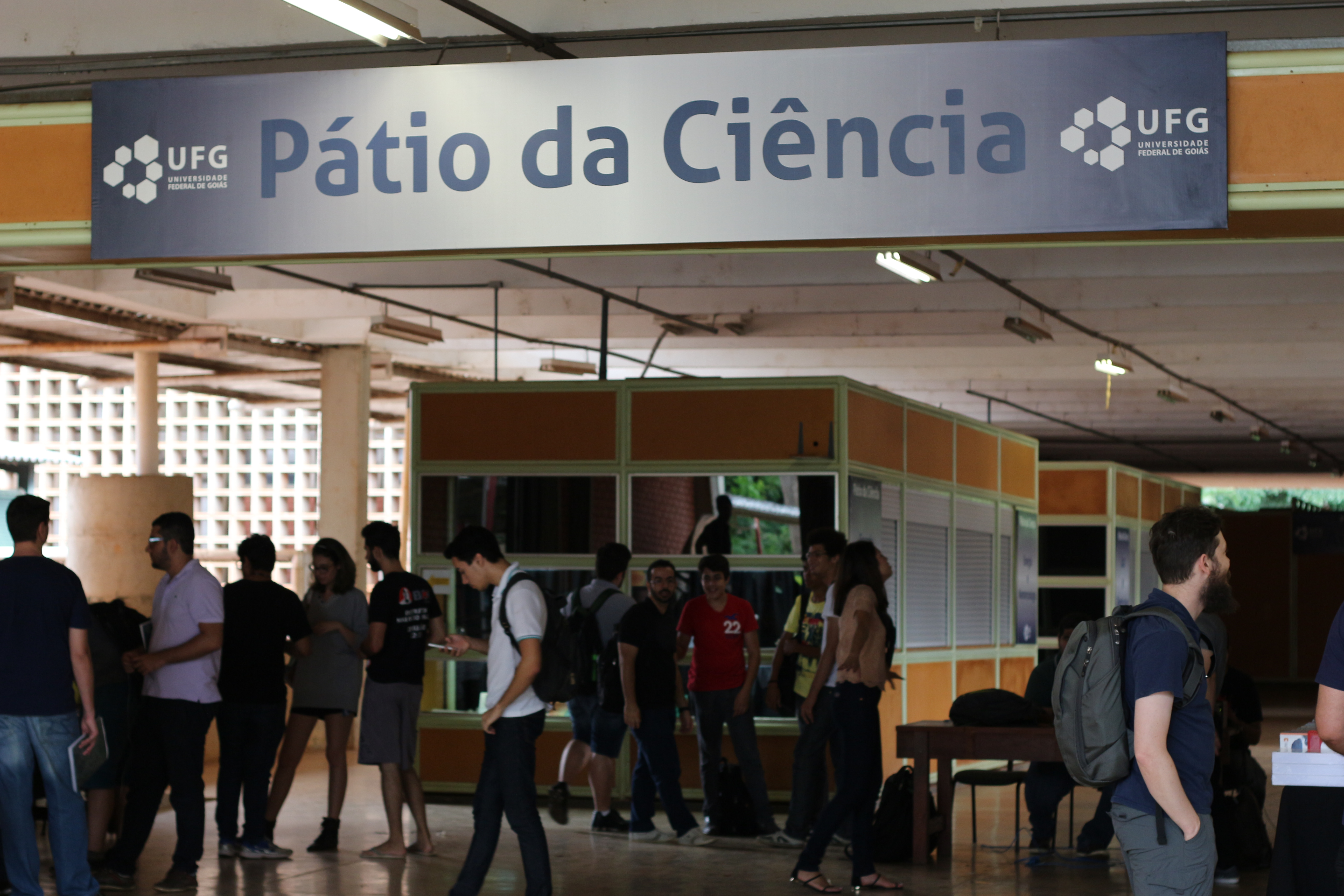
O Pátio da Ciência, inaugurado em 2012

Em 2008, foi implantado o Programa de Apoio a Planos de Reestruturação e Expansão das Universidades Federais (Reuni) na Universidade Federal de Goiás, o que resultou em um crescimento expressivo para a instituição. De 2006 até aquele ano, a universidade investiu R$ 97 milhões em infraestrutura e, em 2009, a universidade abriu quase 2 mil novas vagas em seu vestibular. Em cerca de quatro anos, o número de publicações de artigos científicos quase dobrou, a área construída da universidade aumentou em 34%, o que gerou a abertura de vários centros nas áreas de tecnologia e pesquisa, blocos de aulas e a expansão de prédios já existentes em Goiânia, Jataí e Catalão. Em 2009, foi inaugurado a regional na cidade de Goiás, com os cursos de Filosofia e Serviço social. Outro destaque, deste período, é a construção do Centro de Cultura e Eventos Ricardo Freua Bufáiçal.
Em 2014, a UFG iniciou suas atividades no campus Aparecida de Goiânia, com a estreia dos cursos de Geologia e Engenharia de transportes. No entanto, a construção de salas de aulas levou anos de atraso e impossibilitou o lançamento de novos cursos por problemas de infraestrutura. Ainda em 2015, foi anunciada a construção de mais uma regional, desta vez no município de Cidade Ocidental. Em 2018, o então presidente Michel Temer sancionou a criação da Universidade Federal de Jataí (UFJ) e da Universidade Federal de Catalão (UFCAT), desmembradas da UFG.
A universidade continuou a se expandir até a metade da década de 2010, dando seguimento à reforma do Hospital das Clínicas e o aumento da assistência estudantil. No entanto, com a crise político-econômica no Brasil iniciada a partir de 2014, o crescimento foi se desacelerando, e problemas com despesas se estabeleceram desde 2015. A UFG promoveu campanhas para a economia de energia e dos serviços telefônicos entre servidores e estudantes, e inaugurou um sistema de energia solar mas suas condições financeiras continuaram ruins nos anos seguintes. Em 2019, a instituição cogitou paralisar as atividades por não ter recursos suficientes para funcionar. No ano seguinte, a UFG suspendeu seu calendário acadêmico por conta da pandemia de COVID-19. As aulas retornaram durante o segundo semestre de 2020, de forma remota. Disciplinas que exigiam atividades práticas laboratoriais, sobretudo nos cursos da área de saúde, continuaram a ocorrer. A UFG planejou o retorno presencial parcial para 2022, que acabou sofrendo atrasos com o agravamento da pandemia de COVID-19.
Em janeiro de 2022, pela primeira vez em mais de 35 anos, a figura escolhida pelo Ministério da Educação para a reitoria não foi o primeiro lugar na lista trípice. Na ocasião, Sandramara, então vice-reitora, venceu à consulta acadêmica em 2021. No entanto, Angelita Pereira de Lima, terceiro lugar na lista, foi escolhida pelo então presidente Jair Bolsonaro. Com o apoio de Sandramara e para evitar a possível figura de um interventor na UFG, Angelita aceitou tomar posse do cargo. Ela definiu o ocorrido como "um processo doloroso". No final de maio daquele ano, a universidade retomou as atividades presenciais de forma completa.
Em setembro de 2023, após anos de obras, o campus da UFG em Aparecida de Goiânia foi inaugurado com o início de atividades letivas. Em 2025, a Rádio Universitária passou a se chamar Rádio UFG e e completou sua transição de rádio AM para FM, com o dial 88,5 FM.

## Campi

### Goiânia

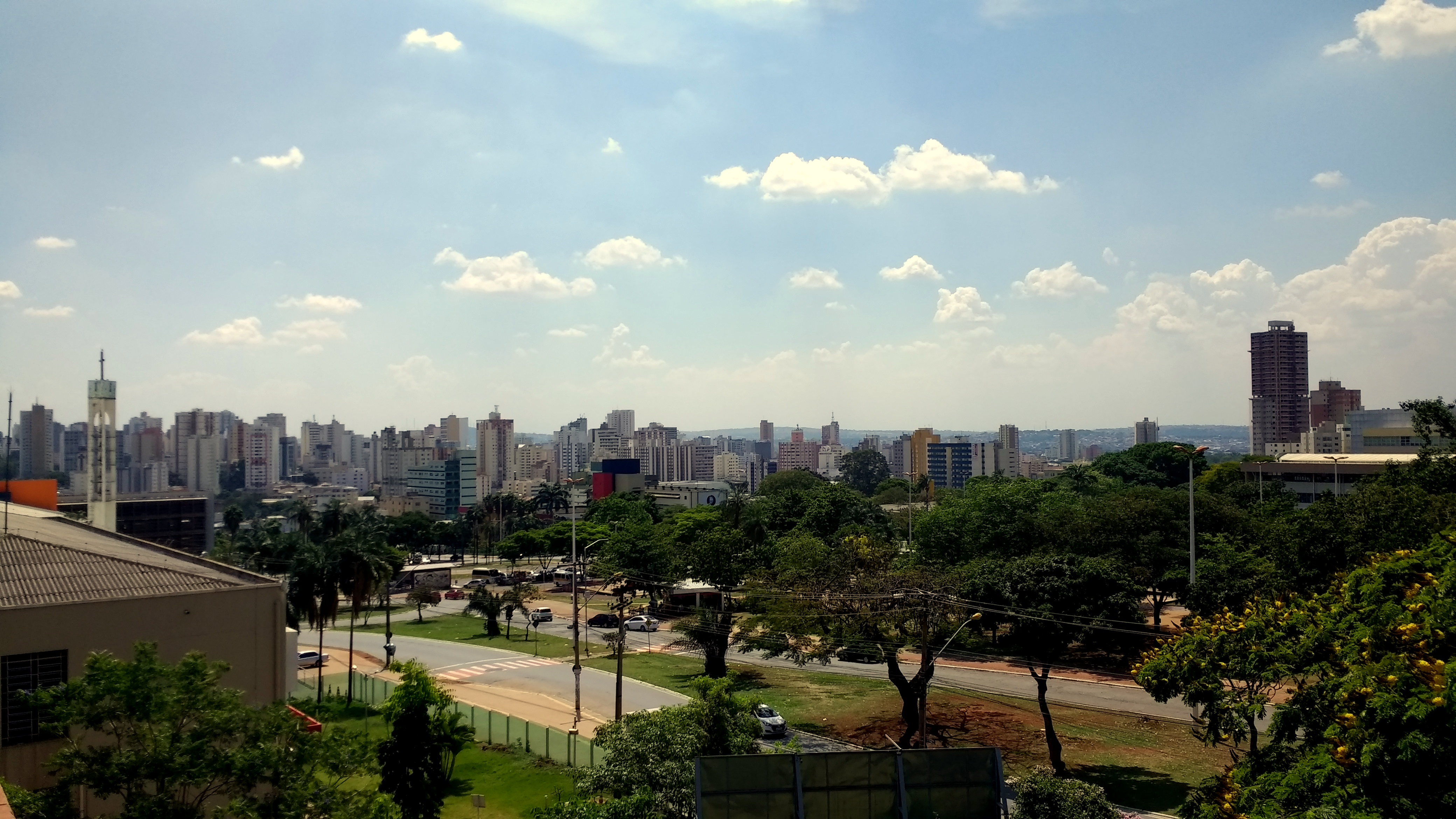
Vista de Goiânia a partir da Praça Universitária, em 2016.

Goiânia possui dois campi da UFG. O mais antigo é o Campus Colemar Natal e Silva. Popularmente conhecido como campus Universitário, em referência ao seu bairro, está localizado na região central de Goiânia e foi a primeira construção da UFG. Abriga os seus cursos mais antigos – Direito, Farmácia, Odontologia e Medicina –, e prédios como a Escola de Engenharia, a Faculdade de Nutrição, a Faculdade de Educação, o Hospital das Clínicas, o Museu Antropológico, o Instituto de Patologia Tropical e Saúde Pública, além de uma biblioteca, um restaurante. O bairro era destinado para o complexo estudantil do município. No entanto, com a chegada de moradores e disputas históricas de território com a Pontifícia Universidade Católica de Goiás, acabou por ser expandido em outros bairros e regiões.
O segundo e principal campus da Universidade Federal é o Campus Samambaia. Construído em 1971 na região norte de Goiânia, em uma área outrora isolada do município, abriga a maioria dos cursos ofertados pela instituição, com suas respectivas faculdades e institutos. É no Samambaia também que se localiza a Reitoria da UFG e a maior parte de suas instâncias administrativas. Dentro do Samambaia, também estão presentes outras construções, como agências dos bancos Caixa Econômica Federal, Banco do Brasil e Santander. Mantinha, também, uma unidade dos Correios, fechada em 2019.
Fora os campi, a UFG também possui prédios em áreas específicas da cidade, como a Rádio UFG, no bairro Oeste e o Planetário, no Parque Mutirama, Centro.

### Aparecida de Goiânia
Originalmente criado em maio de 2012 na região leste do município de Aparecida de Goiânia, o único campus da cidade foi projetado para receber cursos de inclinação tecnológica conforme o polo industrial da região e em proximidade com os cursos oferecidos pelo Instituto Federal de Goiás e o SENAI Goiás. As atividades iniciaram-se em 2014 e, atualmente, oferece cursos de graduação e mestrado profissional. Durante os anos iniciais de sua existência, parte de seus cursos funcionaram em uma área compartilhada com a Universidade Estadual de Goiás. A inauguração da sede própria se deu apenas em setembro de 2023. A área do campus corresponde a 500.000m², doada por dois empresários.

### Goiás
Criada em 2009, a regional Goiás inicialmente desenvolveu suas atividades nos cursos de Direito e Serviço social e, ao longo da década de 2010, se expandiu com cursos, em grande quantidade na área de humanidades e dobrou sua quantidade de estudantes para mais de 1 mil matriculados. Suas atividades são desenvolvidas nas Unidades de Ciências Humanas e Sociais Aplicadas. Além dos cursos, a unidade também contém a biblioteca Profª. Drª. Maria Meire de Carvalho e coordenações administrativas.

## Organização e administração

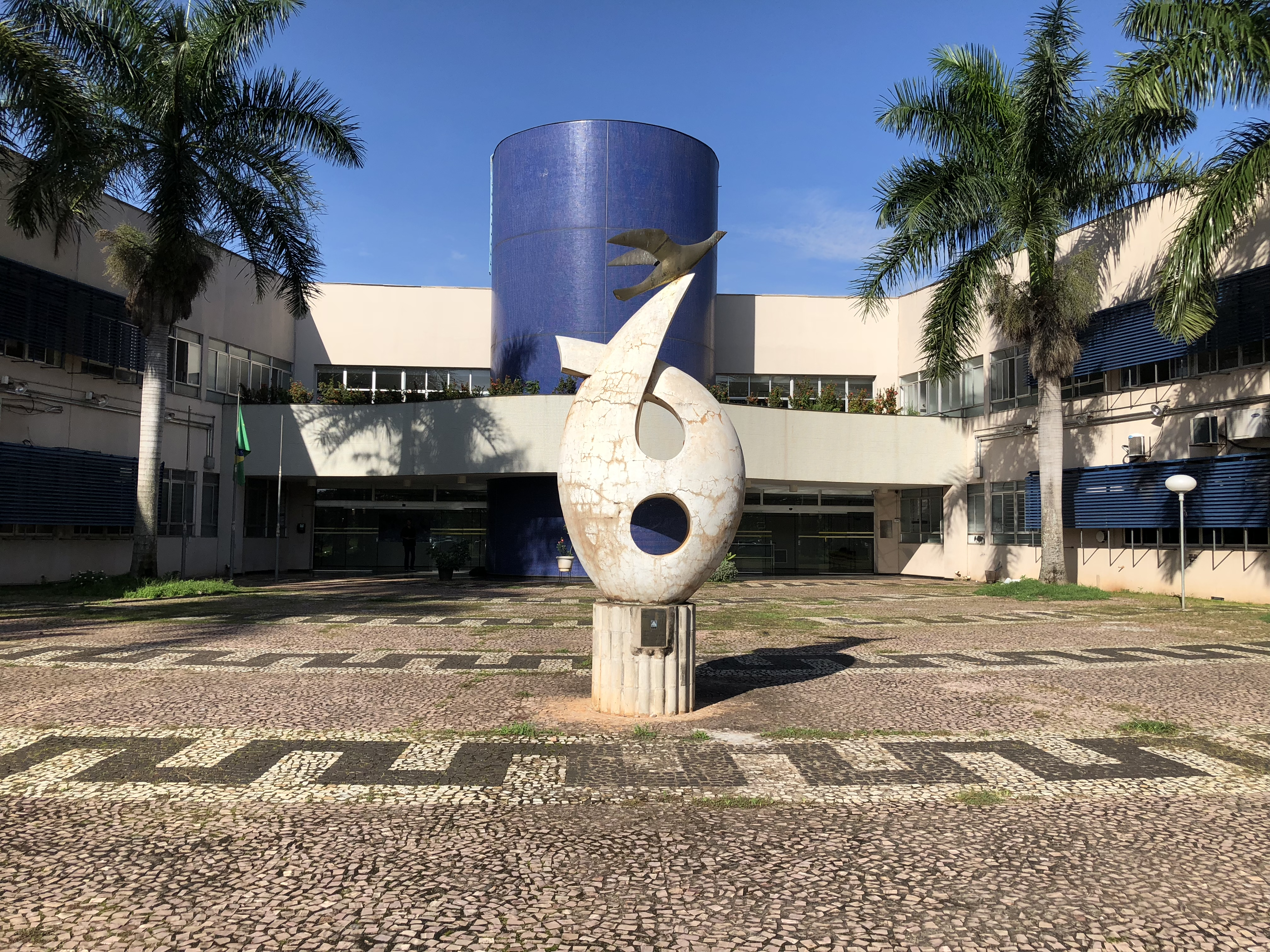
Prédio da reitoria da Universidade Federal de Goiás.

A Universidade Federal de Goiás é uma autarquia, de direito público, vinculada ao Ministério da Educação. Em 2020, UFG possuía 11 órgãos administrativos, 27 unidades acadêmicas e 19 unidades acadêmicas especiais.
A administração universitária é formada por três conselhos superiores, assessorados pela Secretaria dos Órgãos Colegiados Superiores da Universidade Federal de Goiás. O Conselho Universitário (Consuni) é responsável por diferentes funções, incluindo o processo de escolha de reitores e vice-reitores e a aprovação de mudanças estruturais e acadêmicas da instituição. O Conselho de Ensino, Pesquisa, Extensão e Cultura (Cepec), por sua vez, é responsável por supervisionar as atividades da UFG nas áreas de graduação, pós-graduação, extensão e cultura. Por fim, o Conselho de Curadores é órgão deliberativo responsável pelo controle econômico-financeiro da universidade que é representado por um integrante de todas as categorias da instituição, incluindo docentes, técnicos-administrativos, estudantes. Além disso, também inclui representantes das entidades sociais e de sindicatos.
A instituição é dirigida por um reitor auxiliado por um vice-reitor e sete pró-reitores. As pró-reitorias que compõem a administração universitária são: Pró-reitoria de Graduação (Prograd), Pró-reitoria de Pós-Graduação (PRPG), Pró-reitoria de Pesquisa e Inovação (PRPI), Pró-reitoria de Extensão e Cultura (Proec), Pró-reitoria de Administração e Finanças (Proad), Pró-reitoria de Gestão de Pessoas (Pró-Pessoas) e Pró-Reitoria de Assuntos Estudantis (Prae) O reitor é escolhido e nomeado pelo ministro da Educação a partir de uma lista tríplice composta por candidatos indicados por meio de eleições realizadas a cada quatro anos. Na maioria dos casos, o ministro respeita a decisão da comunidade acadêmica, escolhendo o primeiro colocado. A atual reitora da UFG, Angelita Pereira de Lima, é a principal figura da gestão iniciada em 2022 e que terminará em 2025.
Em 2010, a principal estrutura da UFG estava no Campus Samambaia (4 662 400,00 m²), localizada na região norte de Goiânia. No entanto, o campus Colemar Natal e Silva (209 250,00 m²) ainda concentrava parte da infraestrutura da instituição, além da regional da cidade de Goiás (8 480,00 m²) e o campus avançado de Firminópolis (5 133,90 m²). Nesta época, a universidade ainda integrava as universidades de Jataí (37 599,00 m²), Catalão (145 165,30 m²) e áreas no município de Uruaçu (482,52 m²). Outras áreas pertencentes ao patrimônio da UFG eram o Hospital das Clínicas (61 605,00 m²), a Rádio UFG (3 135,00 m²), o Centro de Ensino Pesquisa e Extensão do Adolescente (375,90 m²) e o Parque Serra Dourada, no município de Mossâmedes (144 468,70 m²).

## Corpo estudantil

### Ingresso

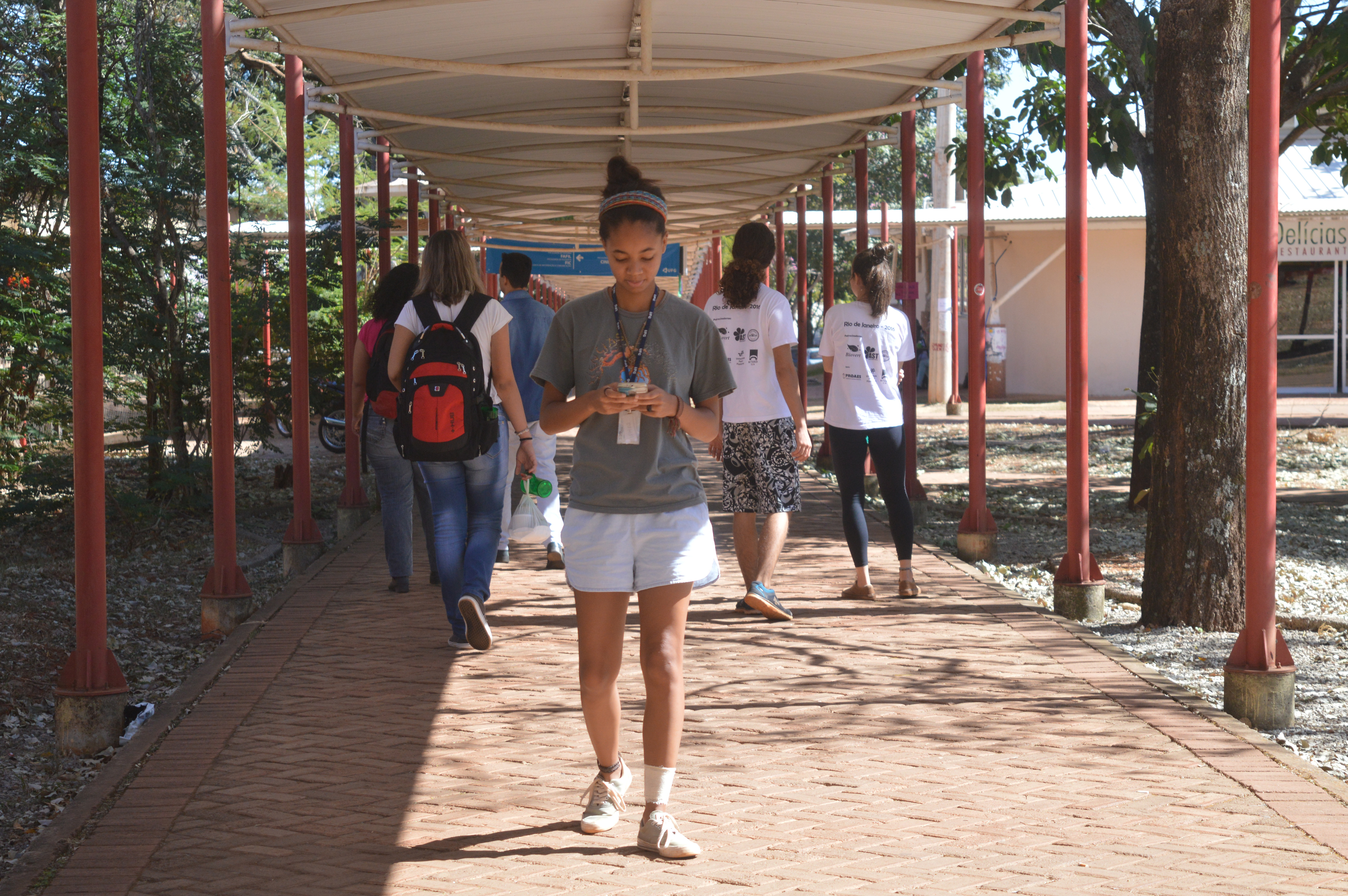
Estudantes transitam nos corredores do campus Samambaia, em 2016.

O ingresso na Universidade Federal de Goiás se dá por meio de processo seletivo, semelhantemente a outras universidades públicas do Brasil. Por meio de suas unidades, a instituição oferece vagas em cursos para graduação e pós-graduação, com titulações de mestrado e doutorado. Para a maioria dos cursos de graduação, podem-se inscrever estudantes aprovados no Exame Nacional do Ensino Médio (Enem), por meio do Sistema de Seleção Unificada (SiSU). Alguns cursos, como Música e Arquitetura e Urbanismo, exigem prova de habilidades específicas. Anualmente ocorrem processos seletivos para ingresso para cursos de pós-graduação, promovidos pelo Centro de Seleção (CS). Além disso, a universidade também oferece vagas para o ensino fundamental e médio no Centro de Ensino e Pesquisa Aplicada à Educação (Cepae), cujas vagas são ocupadas por sorteio.
A UFG aderiu completamente ao SiSU em 2014, após anos promovendo seu próprio vestibular. No entanto, o Centro de Seleção da universidade colaborou na produção da prova do Enem em parceria com o Centro de Seleção e de Promoção de Eventos (Cespe), da Universidade de Brasília. Com o fim do vestibular, o CS passou a ter concursos públicos como sua principal atividade, além de desenvolver processos seletivos de órgãos públicos de outros estados do Brasil. Em 2016, a UFG também lançou um cursinho preparatório para o Enem para estudantes de ensino médio.
Desde 2009, a universidade promove o Espaço das Profissões, um evento anual com duração de dois dias que reúne estudantes do ensino médio de diferentes municípios para conhecerem os diferentes cursos de graduação da UFG. Assim, cada instituto e faculdade é customizado com a promoção de atividades para visitas dos estudantes. Em 2014, 35 mil estudantes provenientes de quase 300 escolas se inscreveram para o evento.
Em novembro de 2015, a UFG dispunha de 150 cursos de graduação, 62 mestrados e 31 doutorados. Em relação aos alunos, a instituição reunia 23 362 estudantes de graduação, 2 935 professores efetivos e 2 350 técnicos administrativos.

### Inclusão

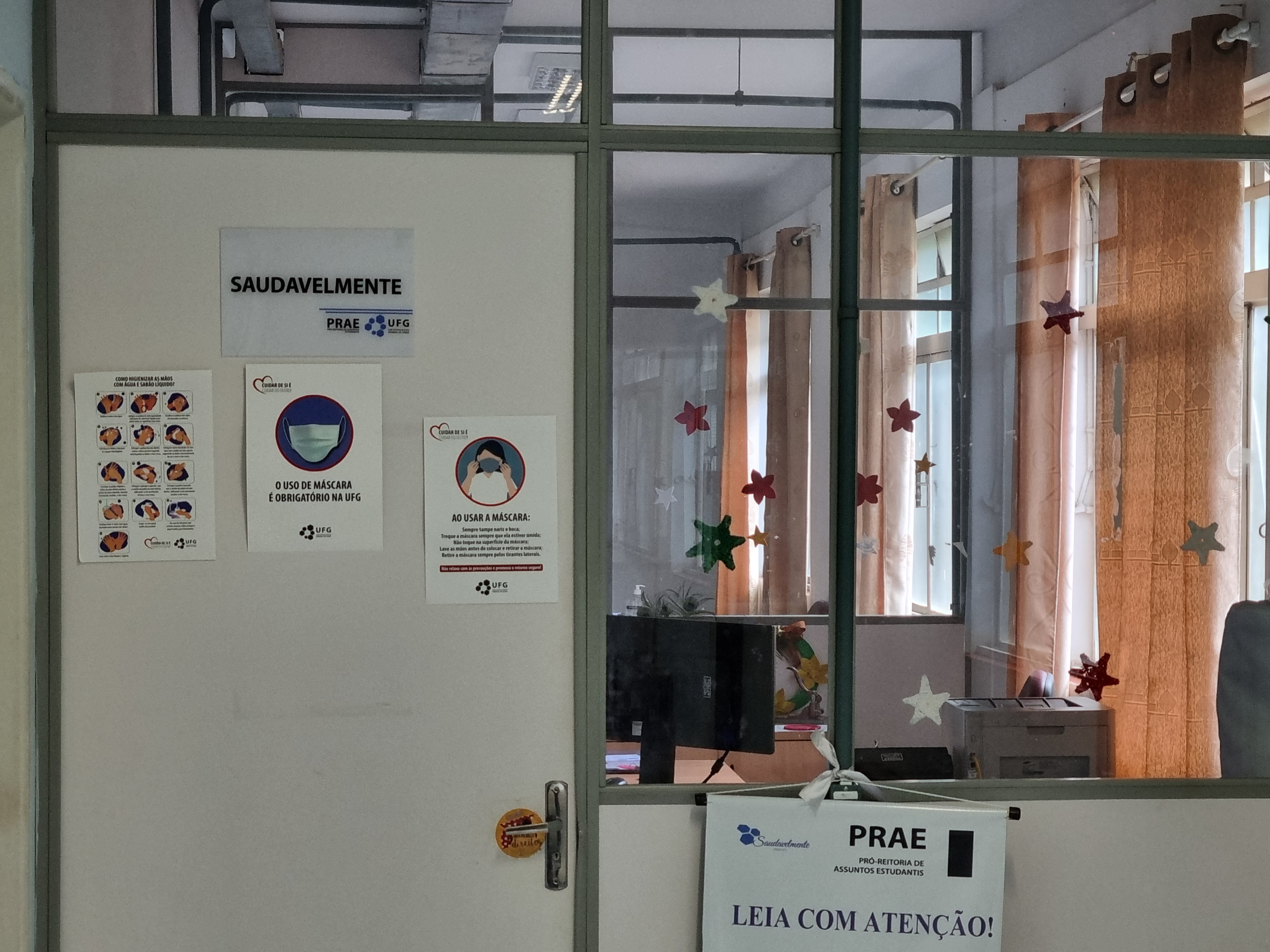
O Saudavelmente é um dos principais espaços de assistência estudantil da UFG.

Assim como grande parte das universidades a partir da década de 2000, a Universidade Federal de Goiás estreou um sistema de cotas de 20% das vagas pela primeira vez em seu vestibular de 2009, por meio de um programa chamado UFGInclui. A iniciativa gerou uma discussão, dentro do âmbito estudantil, sobre ações afirmativas e, especialmente, a política de cotas. Em 2012, foi determinado, na Lei 12.711, que ao menos 50% das vagas em cursos de graduação das universidades públicas fossem reservadas para estudantes de escolas públicas, o que foi obedecido pela universidade com críticas de Edward Madureira, o então reitor, que justificou que a decisão feria a autonomia universitária da instituição e maioria dos cursos já tinham reservas de vagas maiores que as da lei. A longo prazo, a política teve impacto na universidade com o aumento de estudantes negros, indígenas e quilombolas, além dos alunos provenientes de instituições públicas. Em 2015, a Universidade Federal de Goiás foi a primeira instituição do gênero do país a incluir cotas na pós-graduação. No entanto, no âmbito da graduação, a UFG apenas incluiu reserva de vagas para pessoas com deficiência em 2018. Já em 2022, a instituição estreou a Secretaria de Inclusão, focada na inclusão de grupos minoritários, o reconhecimento das diferenças e garantia de oportunidades na comunidade universitária.
Além da entrada de estudantes, passou a se discutir, mais frequentemente, a inclusão e permanência dos alunos na instituição. Por isso, em 2014, foi aprovada a Coordenadoria de ações afirmativas, que teria como proposta trabalhar ações para a defesa da diversidade e diminuição de desigualdades no corpo estudantil. No mesmo ano, a universidade estreou o Sistema Integrado de Núcleos de Acessibilidade (Sinace), que articulava ações entre todos os núcleos de acessibilidade existentes nos campi da UFG. Em 2017, uma pesquisa revelou que a maioria dos estudantes em evasão da UFG deixaram a universidade por dificuldades financeiras (29%), dificuldade de conciliar estudo e trabalho (23%), problemas familiares (17%) e dificuldades no transporte entre a UFG até a própria casa (17%).

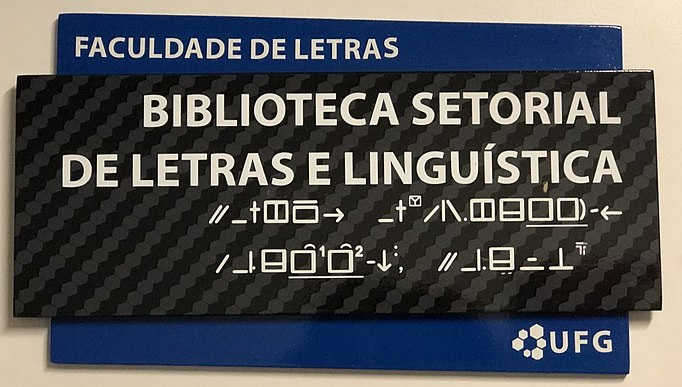
Inscrição da escrita das línguas de sinais (ELiS), sistema desenvolvido para a comunidade surda, na Faculdade de Letras.

A assistência estudantil da UFG é gerenciada pela Pró-Reitoria de Assuntos Estudantis (Prae). Por ela, estudantes de graduação e pós-graduação podem ser atendidos em diferentes níveis. Em termos de moradia, a universidade oferece auxílio-moradia e também unidades das Casas de Estudantes Universitários. As residências contam com sala de estudo, sala de informática, biblioteca, lavanderia e cozinha. Além disso, pelo fato de alguns cursos serem integrais e, desta forma, não possibilitarem que estudantes tenham renda, também há um auxílio financeiro para colaborar na permanência de alunos. Outras ações da universidade se estendem a tratamentos médicos, desde atendimento ortodôntico, em parceria com a Faculdade de Odontologia, e também auxílio de saúde mental com o programa Saudavelmente, que desde 2003 alcança estudantes e servidores com atendimentos psicológicos e psiquiátricos. Fora isso, a universidade também oferece vale-alimentação direcionado à estudantes de baixa renda para o Restaurante Universitário (RU) e mantém o Projeto Canguru, que dá assistência a alunos de menor poder aquisitivo que possuem filhos menores de 5 anos. Em 2020, cerca de 37% dos alunos da UFG usufruíam de algum benefício da Prae.

## Vida estudantil

### Pesquisa e extensão

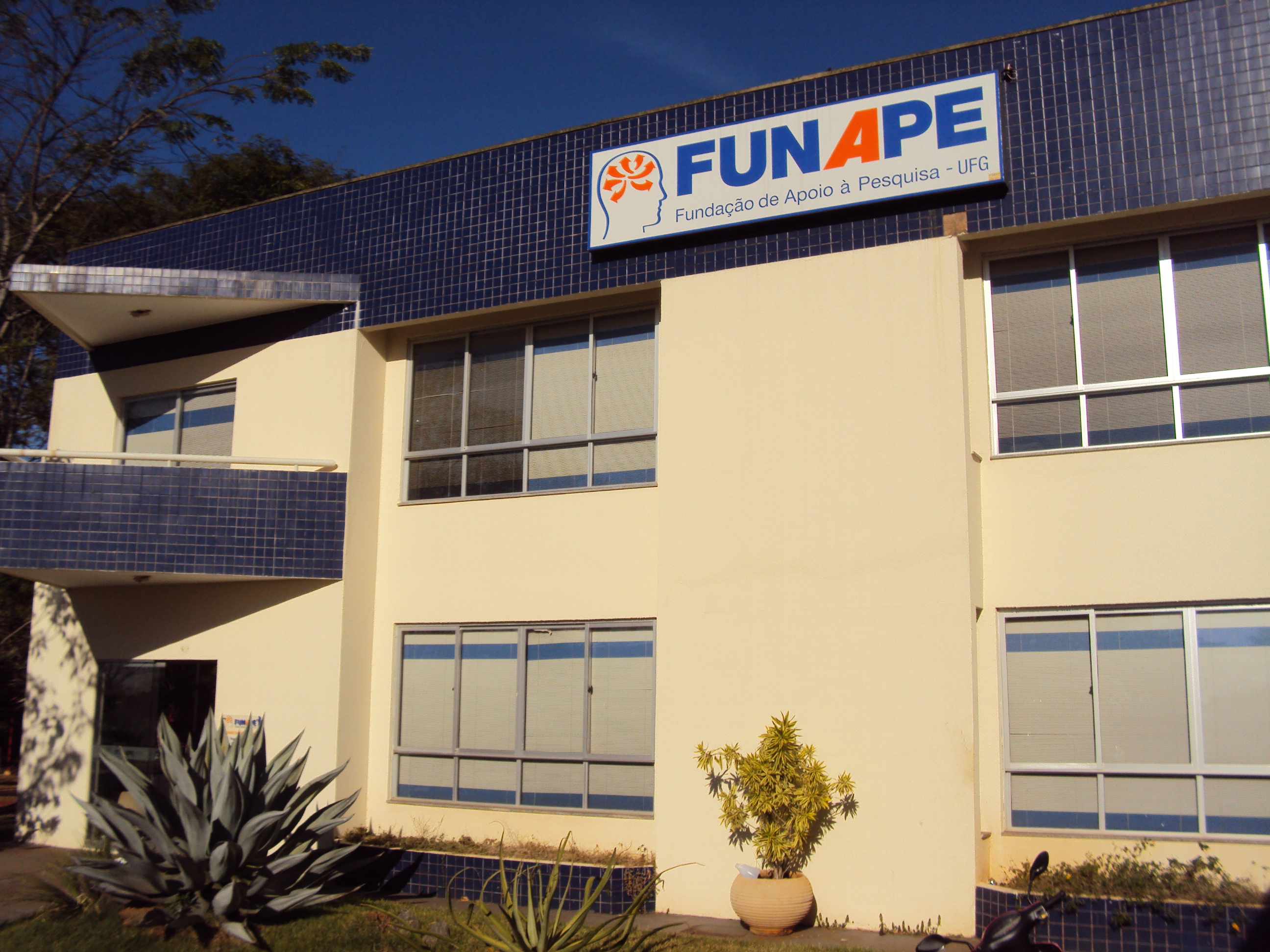
Fachada da Fundação de Apoio à Pesquisa (Funape) em 2010.

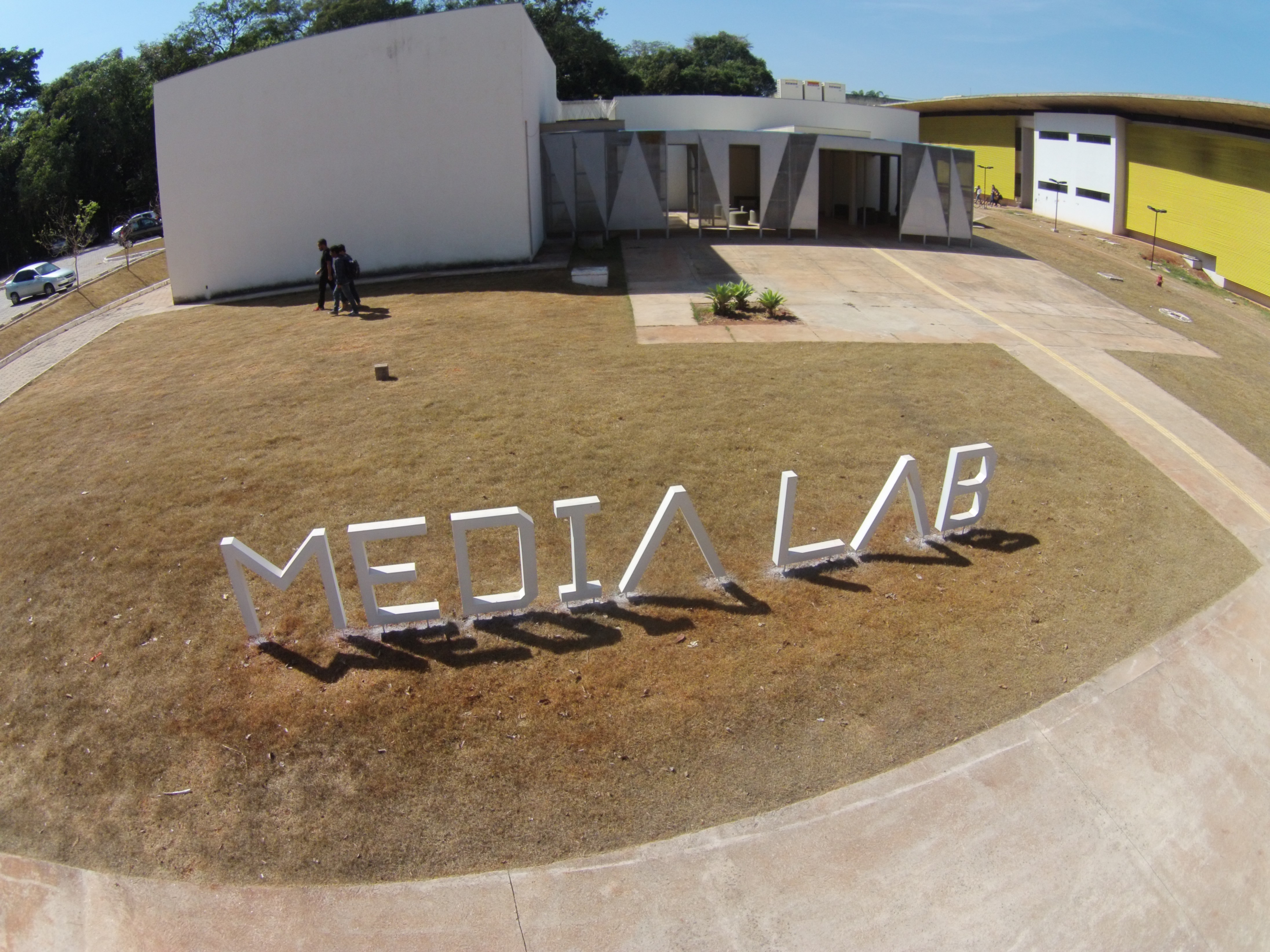
O Laboratório de Pesquisa, Desenvolvimento e Inovação em Mídias Interativas (MediaLab) faz parte de uma rede de pesquisa em mídias interativas.

As atividades de extensão e cultura da Universidade Federal de Goiás são promovidas pela Pró-reitoria de Extensão e Cultura (Proec). Essas atividades são consideradas, pela instituição, como um "processo educativo, cultural e científico que articulado ao ensino e à pesquisa, de forma indissociável, viabiliza a relação transformadora entre a Universidade e a Sociedade". Por isso, as atividades de extensão desenvolvidas na UFG abrangem todas as áreas e cursos presentes em sua infraestrutura, e conta com matrículas de estudantes e pessoas da comunidade em geral. A universidade tinha, em 2010, 1 150 ações de extensão e cultura em funcionamento com a participação de 4 852 estudantes da instituição. Naquele ano, foram gastos 375 480,00 reais em bolsas de extensão e cultura.
A Pró-reitoria de Pesquisa e Inovação (PRPI) é responsável pelas políticas e ações de pesquisa na UFG e tem, como função, gerenciar e expandir a produção científica da universidade nos âmbitos de participação nacional e internacional, formação, desenvolvimento tecnológico e inovação, o que inclui coordenações de comitês de ética, núcleos de pesquisa, projetos e grupos de pesquisa, laboratórios de pesquisa, programas de empresa júnior e a consolidação de um Parque Tecnológico no Campus Samambaia, em Goiânia. Apenas em Goiânia, nos campi Colemar Natal e Silva e Samambaia, a Universidade Federal de Goiás conta com mais de 100 laboratórios de pesquisa, distribuídos em seus respectivos institutos e faculdades. O acervo da produção científica da universidade está disponível no Portal de Periódicos da UFG. Além disso, também há a Biblioteca Digital de Teses e Dissertações.
A UFG é um dos principais centros de pesquisa do estado de Goiás e do país. Seu corpo estudantil e professores participaram ativamente de episódios notórios da história do país, como o caso do acidente radiológico de Goiânia em 1987, acompanhando por décadas as vítimas, e na pandemia de COVID-19 em 2020, produzindo máscaras, desenvolvendo pesquisas e computando dados. Os vários núcleos e centros de pesquisa da universidade desenvolvem trabalhos em diferentes áreas do conhecimento, como direitos humanos, gênero e sexualidade, formação educacional e trabalho. Na área da saúde, são desenvolvidos estudos em oftalmologia e nutrição, além de grupos especializados em doenças como epilepsia, AIDS, câncer e zika.
Desde 2004, a Universidade Federal de Goiás promove o Congresso de Pesquisa, Ensino e Extensão (Conpeex), principal evento acadêmico da UFG, de entrada franca e aberta para a população e tem a pretensão de mostrar a produção científica feita pela universidade. Nas ocasiões, são ofertados minicursos e atividades culturais, há coleta de sangue e doações de mantimentos a hospitais. A edição de 2018 do evento reuniu mais de 6 mil inscritos e quase 2 mil trabalhos selecionados.

### Reputação eranking
Considerada uma das universidades mais importantes do Brasil e uma das de maior orçamento do país, a Universidade Federal de Goiás também figura entre as melhores instituições de ensino superior. Em 2018, o Ranking Universitário da Folha de S.Paulo colocou a UFG no 20.º lugar entre as principais organizações do gênero. Em 2019, a universidade esteve entre as 40 melhores instituições de ensino do gênero em toda a América Latina, de acordo com os Times Higher Education World University Rankings. No mesmo ano, também foi contemplada na QS World University Rankings entre as 11 maiores universidades do Brasil. Em avaliações do Governo Federal por meio do Exame Nacional de Desempenho de Estudantes (Enade) em 2018, cerca de 30% dos cursos de graduação obtiveram nota máxima – entre eles, Jornalismo, Psicologia e Direito. Em termos de gestão financeira, a UFG foi classificada em 2019 como a 8.ª melhor do país.

### Movimento estudantil
O movimento estudantil da UFG se configurou como um dos pontos mais importantes para a criação da universidade, o que fez com que sua atividade ganhasse notoriedade ao longo das décadas, especialmente na resistência à Ditadura Militar até a década de 1980. O corpo estudantil da instituição é representado pelo Diretório Central dos Estudantes, que encabeça todos os diretórios e centros acadêmicos. O órgão foi reestruturado em 1979, num período de reconstrução do movimento estudantil em Goiás. Em 2004, o DCE da UFG se desvinculou oficialmente da União Nacional dos Estudantes (UNE), uma das principais entidades nacionais que representam alunos do ensino superior, com o objetivo de seguir como uma organização independente. Ao longo da história, o movimento estudantil da Universidade Federal de Goiás envolveu alguns nomes importantes para a história de Goiás, entre eles, os ex-prefeitos de Goiânia Pedro Wilson e Paulo Garcia e, mais recentemente, Iago Montalvão, presidente da UNE de 2019 a 2021.

### Atléticas

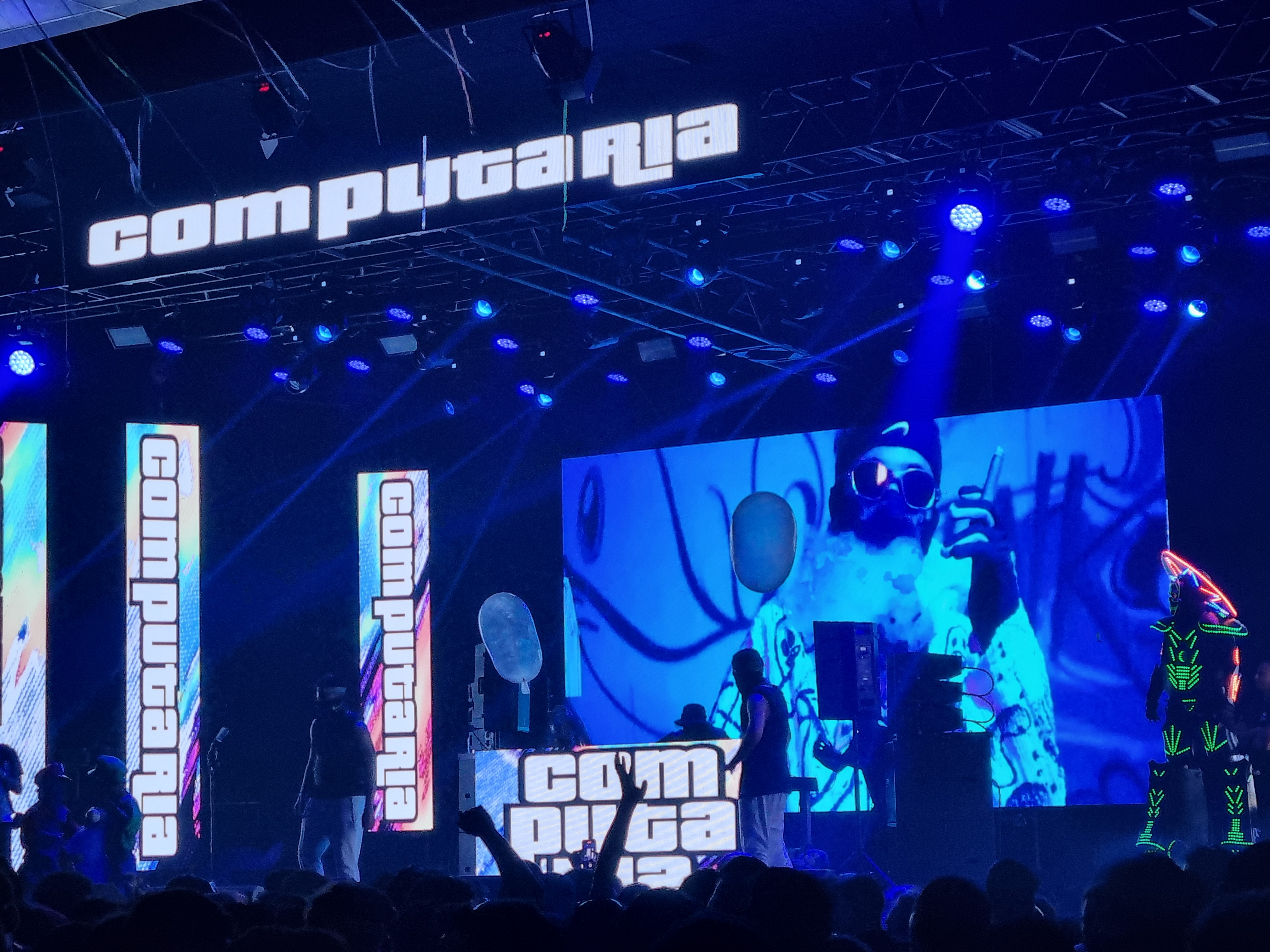
Chopada Computaria, com a temática do game Grand Theft Auto. Foi promovida pela Altética Unificada da Computação, formada por estudantes do Instituto de Informática da UFG, em 2023.

Como forma de promover a interação entre colegas em atividades extracurriculares, vários cursos da UFG possuem as chamadas Associações Acadêmicas Atléticas, que surgem com o propósito principal de fomentar o esporte e o lazer universitário, seja apoiando diretamente, com a cessão de atletas para a seleção da universidade, seja indiretamente, por meio de ações sociais para arrecadação de fundos para as equipes poderem competir. Anualmente, centenas de estudantes se reúnem para atividades esportivas e musicais, o que se tornou uma tradição na Universidade Federal de Goiás, fazendo com que a cultura das atléticas se tornasse umas das mais fortes do país, e a maior do Centro-Oeste, especialmente a partir da década de 2000, época em que as principais associações passam a surgir. Em 2007, dez atléticas dos campus Colemar Natal e Silva e Samambaia se uniram para criar um evento único, cujo foco residia num confronto esportivo entre todas as atléticas da UFG, em uma espécie de jogos interclasses, e que ao longo dos anos transformou-se no que atualmente é denominado o Maior Inter.
Composto por vários dias de jogos e festas noturnas, o então Inter ganhou enorme popularidade, ao ponto de se tornar a maior iniciativa na região Centro-Oeste. A edição de 2022, por exemplo, envolveu mais de 2 mil pessoas na organização e operação, mais de 30 artistas fazendo shows em um total de cinco dias de festa e 42 entidades acadêmicas, que participaram de 18 modalidades esportivas. Por outro lado, nos primórdios do evento, a programação também recebeu críticas e foi alvo de polêmicas por acusações de homofobia, racismo e sexismo, o que fez com que a UFG, em 2016, proibisse a organização do evento de utilizar a nomenclatura Inter UFG, para que não fizesse qualquer referência ao nome da universidade. Apesar disso, o evento manteve-se em atividade nos anos seguintes, angariando diferentes públicos e estilos, de maneira que atualmente, promove diversas ações focadas no combate a qualquer forma de discriminação. Além do Maior Inter, as atléticas também promovem, em diferentes períodos do ano, festas denominadas chopadas, geralmente com temáticas diversas, perpassando desde a Operação Lava Jato jogos eletrônicos, e até desenhos infantis.

### Saúde e alimentação

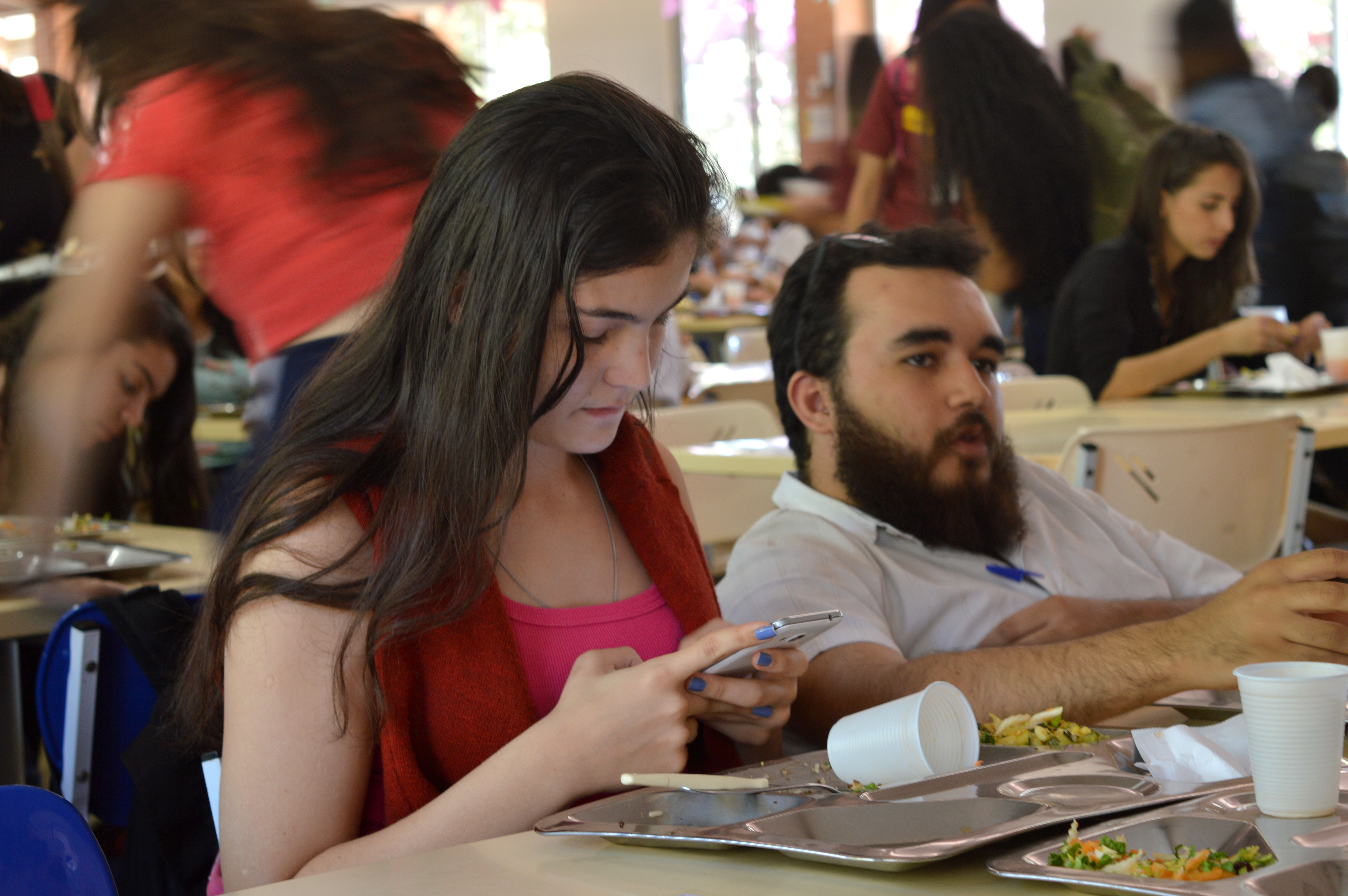
Estudantes se alimentam no Restaurante Universitário do campus Samambaia, 2016

Além da infraestrutura comum de aulas, a Universidade Federal de Goiás oferece aos seus estudantes (e parte da comunidade) o acesso a serviços de saúde e alimentação. Em termos de saúde, a UFG é equipada com vários centros e institutos. O principal deles é o Hospital das Clínicas, fundado em 1962 e localizado em Goiânia. Um dos maiores hospitais de uma universidade federal no Brasil, opera em um prédio que conta com 20 andares, 600 leitos comuns e 120 leitos de UTI, inaugurado em 2020. Na unidade, estudantes de graduação e pós-graduação de diferentes cursos fazem estágios, residências médicas e outras atividades de pesquisa e ensino. Outro espaço é o Centro de Saúde Samambaia, localizado no campus Samambaia, um posto de saúde de três consultórios administrado em parceria com a prefeitura de Goiânia. Há também atendimento odontológico na Faculdade de Odontologia promovido em parceria com o Sistema Único de Saúde (SUS). Além disso, a universidade também mantém o Hospital Veterinário, na Escola de Veterinária e Zootecnia. Por fim, a UFG oferece atendimento psicológico e psiquiátrico para estudantes e servidores a partir do programa Saudavelmente.
A UFG mantém várias unidades de alimentação chamadas de Restaurante Universitário (RU), que oferecem refeições de café da manhã, almoço e janta em suas unidades. O serviço é oferecido a todos os estudantes da universidade pelo valor subsidiado pela instituição de 4 reais (almoço e janta) e 2,50 (café da manhã), reajustado em 2022. Para quem não é estudante da instituição, o valor é diferenciado. No campus Samambaia, também há o Restaurante Executivo (RE). Os dois serviços são administrados pela empresa terceirizada Vogue Alimentação e Nutrição.

## Cultura

### Bibliotecas e museus

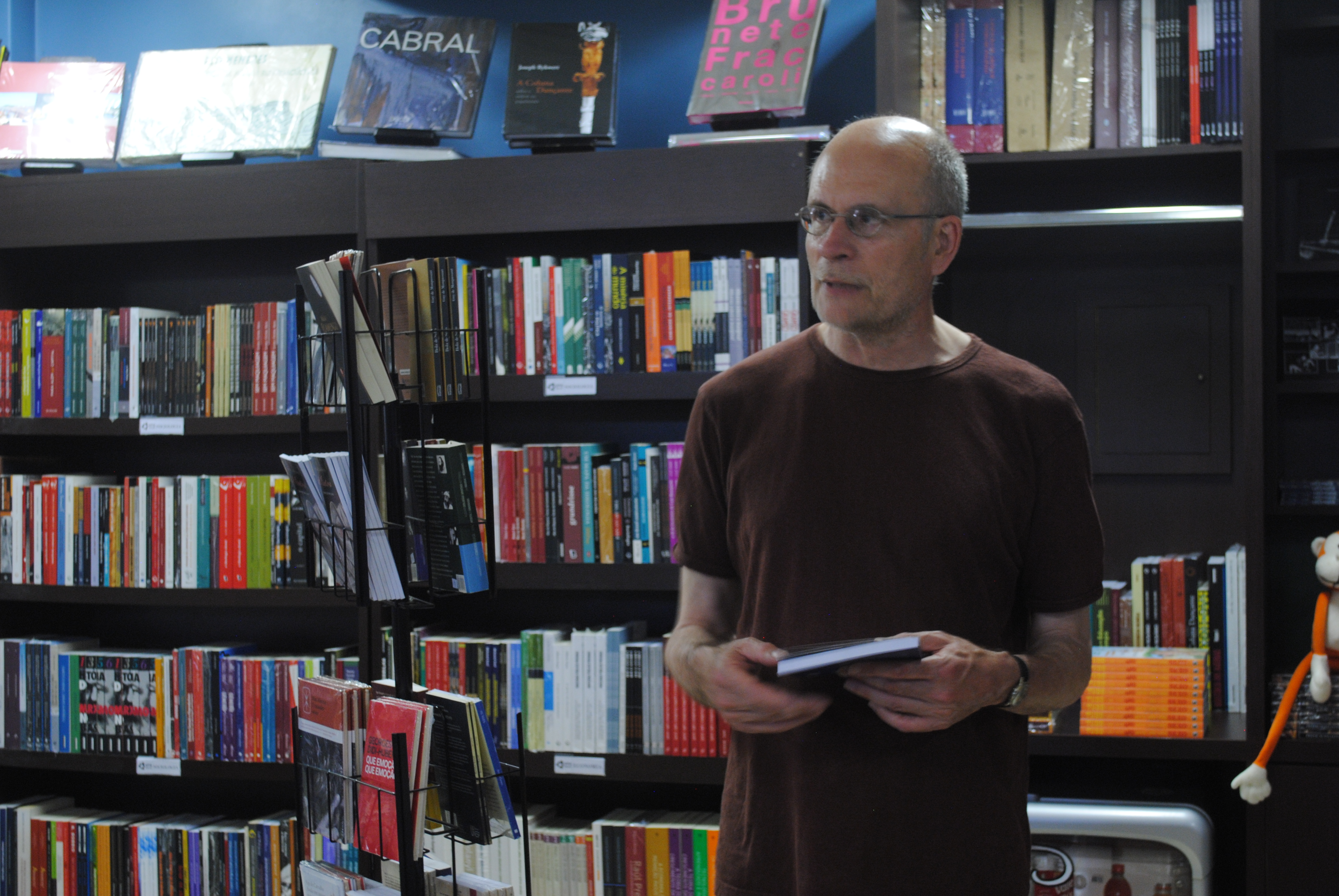
O escritor belga Luc Vankrunkelsven, em lançamento de obra na UFG em 2016

A Universidade Federal de Goiás conta com 10 bibliotecas, coordenadas pelo Sistema Integrado de Bibliotecas da Universidade de Federal de Goiás (SiBiUFG), fundado em agosto de 1973. As unidades reúnem cerca de 350 mil exemplares de materiais, como livros, álbuns musicais em CD, CD-ROM, partituras, discos de vinil, mapas, vídeos em VHS e em DVD, e um banco de teses e dissertações produzidas na UFG. Todas as bibliotecas são informatizadas e participam do Portal Capes, bem como mantém convênios com o IBICT e com a Bireme para o serviço de Comutação Bibliográfica (Comut). O órgão também está a cargo do Portal de Periódicos da UFG, pela Biblioteca Digital de Teses e Dissertações (BDTD) da instituição e pelo Repositório Institucional, coordenados pela Gerência de Recursos Tecnológicos (GRT).
A UFG também possui uma editora e manteve, por muitos anos, uma livraria no Pátio das Humanidades e outra na Faculdade de Educação. Além disso, a universidade lança suas próprias obras em lojas físicas e virtuais. A rede de livrarias da universidade é mantida pela Fundação de Apoio à Pesquisa (Funape). Os livros publicados pela Editora UFG são editados e diagramados pelo Centro Editorial Gráfico (Cegraf), órgão surgido a partir da antiga Imprensa Universitária. Além de lançar obras inéditas, a editora também reedita livros esgotados. Além disso, a universidade também conta com um ateliê tipográfico, inaugurado em 2014.
Inaugurado em 1970, o Museu Antropológico é a principal estrutura do gênero da UFG, e localiza-se no campus Colemar Natal e Silva. Além de ser um espaço aberto ao público, é também utilizado para aulas laboratoriais de cursos como Museologia. O projeto é destinado para a "coleta, inventário, documentação, preservação, segurança, exposição e comunicação de seu acervo". Outro espaço de visitação da Universidade Federal de Goiás é o o Planetário Juan Bernardino Marques Barrio, localizado no Parque Mutirama, em Goiânia, e oferece atividades de extensão que também são destinados aos cursos de graduação. É mantido pelo Instituto de Estudos Socioambientais (IESA).

### Música e eventos

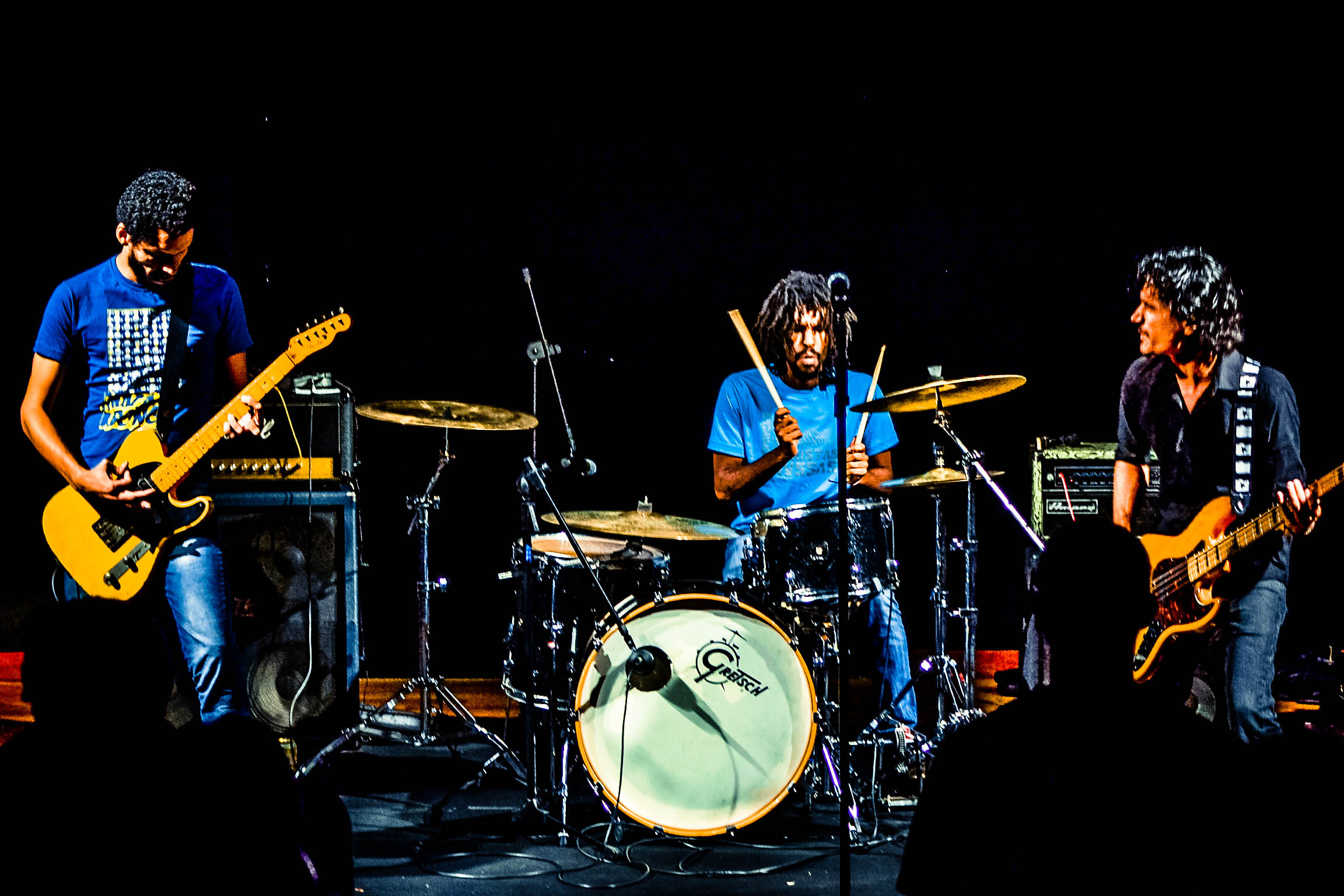
Macaco Bong ao vivo no Centro Cultural da UFG, em novembro de 2012

Parte da história da música em Goiânia se interliga com a Universidade Federal de Goiás. O Conservatório Goiano de Música, fundado originalmente em 1947, aglutinado à criação da UFG e hoje sendo a Escola de Música e Artes Cênicas, promove o Festival Nacional de Música de Goiânia desde o ano de 1968. Por ele, foram revelados múltiplos músicos na atividade de música clássica. Apesar disso, a Universidade Federal de Goiás também não ignorou a música popular, e destina vários de seus espaços, como o Centro Cultural da UFG e o Centro de Cultura e Eventos Ricardo Freua Bufáiçal para vários eventos, incluindo shows musicais. Em 2009, estreou o projeto Música no Campus que, ao longo dos anos, recebeu artistas como Arnaldo Antunes, Paulinho da Viola, Lenine, Zeca Baleiro, Vanessa da Mata e BaianaSystem. Fora do âmbito do festival, a universidade também já recebeu apresentações de nomes como Macaco Bong e Gilberto Gil.
O Centro de Cultura e Eventos Ricardo Freua Bufáiçal é o principal espaço de eventos da Universidade Federal de Goiás. Inaugurado em 2008, o local tem 8,7 m². Além de um salão principal que abriga até 4 mil pessoas sentadas, ainda possui um segundo pavilhão, com quatro auditórios, camarins, guarda-volumes, cozinha, zeladoria e também um estacionamento pra 1,5 mil veículos. O principal objetivo para a criação do espaço foi o fato de ser destinado às colações de grau de todos os estudantes. Além disso, o Centro de Eventos recebe, semanalmente, congressos, exposições e outros eventos de grande porte. A Faculdade de Medicina é notória pelo Show do Esqueleto, um evento cultural surgido em 1962 e o teatro em cartaz há mais tempo no Brasil.

### Comunicações

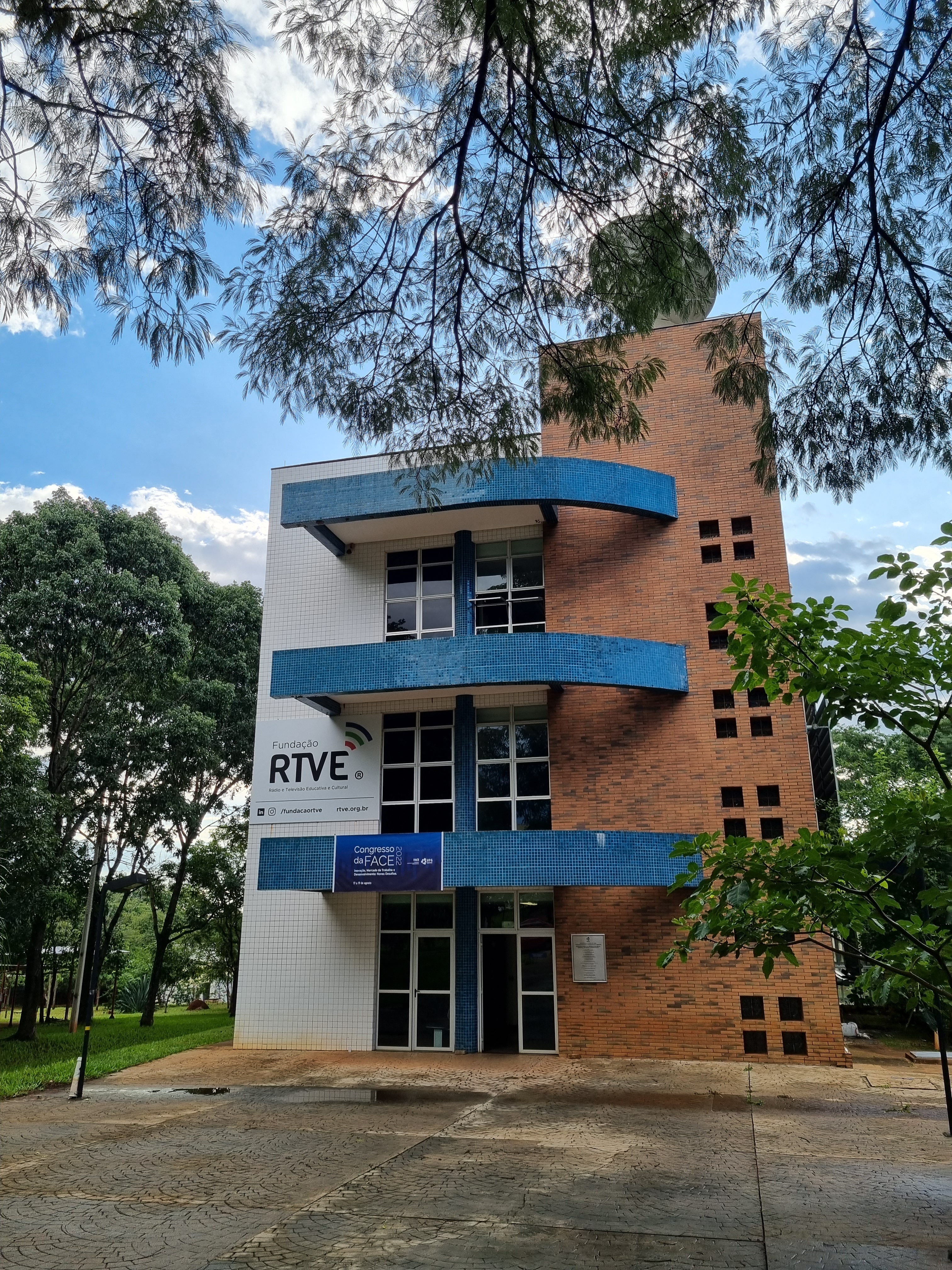
Prédio da TV UFG, no Campus Samambaia, em 2022.

O setor de comunicações da Universidade Federal de Goiás tem origens com base na Imprensa Universitária, criada em 1962. Na década de 1960, surgiu a Rádio UFG que, ao longo dos anos, se manteve por meio de uma programação mantida por técnicos e estudantes do curso de Jornalismo. Em 1962, a universidade também solicitou ao Governo Federal uma concessão televisiva, que foi negada. A UFG chegou a perder três possíveis canais educativos de televisão, sendo os dois primeiros por falta de recursos financeiros. Já o último deles, no início dos anos 2000, envolveu um imbróglio com a Igreja Apostólica Fonte da Vida, que recebeu a concessão irregularmente. No entanto, a TV UFG foi implantada em 2009, quando a instituição conseguiu outra concessão e obteve estrutura para iniciar suas atividades. O canal traz conteúdos relacionada aos materiais produzidos pela instituição e inclui a participação de alunos de diferentes cursos da área de comunicação.
A UFG possui uma política de comunicação, formada a partir de uma comissão que envolve a Secretaria de Comunicação (Secom), TV UFG, Rádio UFG, a Faculdade de Informação e Comunicação (FIC), além de outros órgãos. A Secom é responsável por articular todas as atividades de comunicação social da instituição. Possui atividades em relações-públicas, publicidade institucional e jornalismo. Em termos de atividades jornalísticas, a universidade produz o Jornal UFG, um periódico mensal, de veiculação impressa e digital, ativo desde 2006. O material é impresso pela gráfica da universidade, no Cegraf.

### Alunos e professores ilustres
Ao longo de sua história, a Universidade Federal de Goiás teve, em seu quadro de alunos e professores, figuras que se tornaram historicamente relevantes. No cenário político, a UFG teve os ex-governadores de Goiás Ary Ribeiro Valadão e Marconi Perillo, o ex-governador de Tocantins Moisés Avelino e o ex-governador de Rondônia Confúcio Moura como estudantes, além de nomes como Lúcia Vânia. Em outras áreas, destacam-se nomes como os jornalistas Cristiana Lôbo e Hélter Duarte, e o músico Marcelo Birck.
Alguns ex-estudantes da UFG também desempenharam atividades como professores, como a epidemiologista Celina Turchi, o médico e escritor Carlos Fernando Filgueiras de Magalhães, a poetisa Yêda Schmaltz, o físico e pastor evangélico Robson Rodovalho e o jornalista José Luís Bittencourt. Além disso, alguns professores da Universidade Federal de Goiás foram notáveis. Entre eles, Bernardo Élis, Gilberto Mendonça Teles, Ático Vilas-Boas da Mota, Mário Rizério Leite, Juarez Guimarães de Brito, Ciça Fittipaldi, Darci Accorsi, Nildo Viana, Heleno Godoy, Irapuan Costa Júnior e Raquel Teixeira.
Até 2022, múltiplas figuras públicas receberam título de honoris causa pela Universidade Federal de Goiás. Entre eles, a poetisa Cora Coralina, a engenheira agrônoma Ana Maria Primavesi, a jurista Maria Sylvia Zanella Di Pietro, o ex-governador de Goiás Mauro Borges Teixeira, o jurista Miguel Reale, o compositor Camargo Guarnieri, o bispo Tomás Balduíno, o educador Paulo Freire, o escritor Waldomiro Bariani Ortêncio, o jornalista Washington Novaes, o economista Luiz Gonzaga Belluzzo e o ex-governador de Goiás Marconi Perillo.

### Referências na cultura popular

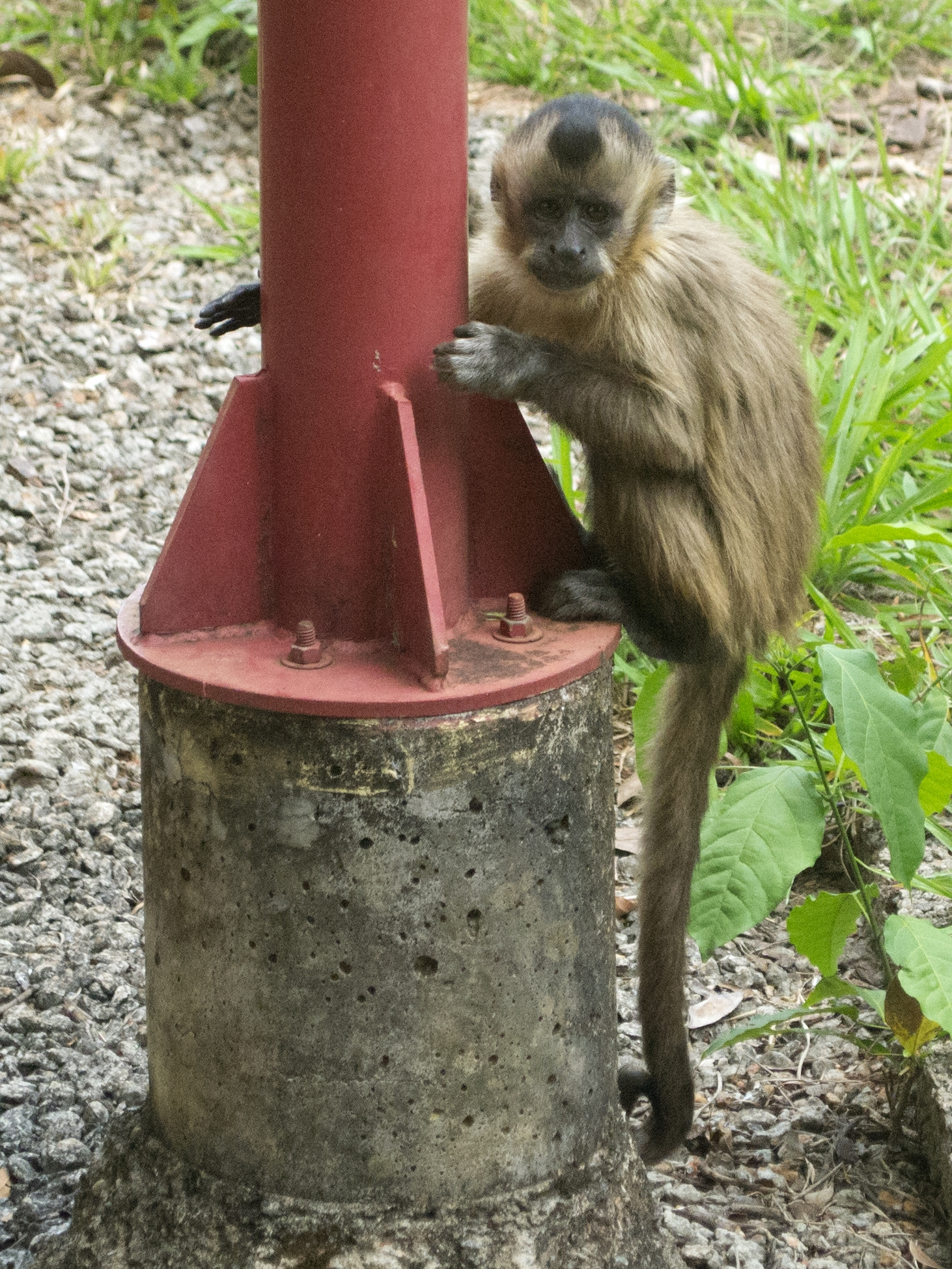
Macaco-prego nos arredores do campus Samambaia, em 2019